# Sovrani cinesi
Questa voce contiene un ampio elenco dei sovrani che regnarono sull'Impero cinese.

## Premessa
Prima di consultare le tabelle che seguono, è necessario effettuare alcune precisazioni.

### Scientificità della cronologia
La tradizione cinese (in particolar modo alcuni dei suoi testi scritti più antichi, i cosiddetti Classici) racconta dell'esistenza di sovrani e dinastie imperiali che avrebbero preceduto la nascita dell'impero cinese nel III secolo a.C. I Classici menzionano i sovrani delle dinastie Xia, Shang e Zhou, oltre ad altre figure mitiche considerate fondatrici della civiltà cinese (come i tre sovrani e i cinque imperatori).
Al 2015, la comunità scientifica internazionale assume come data più antica "certa" della storia cinese l'841 a.C. Tutti i tentativi di ricostruire una cronologia "a ritroso" a partire dal IX secolo a.C. sono ancora oggetto di ampio dibattito scientifico.
Le controversie sono particolarmente accese riguardo ad alcuni dei risultati riportati nelle tabelle sottostanti, tratti da una relazione presentanta nell'anno 2000 nell'ambito del progetto di cronologia Xia Shang Zhou, un progetto di ricerca fortemente voluto, promosso e finanziato dal governo cinese.

Le date riportate nelle tabelle relative antecedenti la dinastia Zhou son pertanto da ritenersi puramente indicative.

## Storia
La storia della civiltà cinese dal I millennio a.C. fino ai giorni nostri è molto complessa: nel corso dei secoli si sono succeduti moltissimi regni, imperatori, invasioni di etnie "barbare" e rivolte. Vi sono periodi di riunificazione e di frammentazione (come quello dei Tre regni), di grande espansione territoriale (dinastia Tang), di contrazione sotto le spinte dei regni "barbari" confinanti, e di invasioni straniere concluse con l'insediamento di etnie barbare sul trono imperiale. Vi sono persino periodi durante i quali due dinastie affermano contemporaneamente la propria pretesa al legittimo dominio su tutta la Cina (epoca Song).
Va ricordato che i termini "re" e "imperatore" hanno valenze diverse nel contesto della civiltà cinese, e che si parla di "impero cinese" soltanto a partire dal 221 a.C..

### I re
Con il termine "re" si traduce abitualmente in italiano il cinese wang (王S, wángP), termine che solitamente designava il sovrano a capo di un regno. Questo titolo era riservato al re, e non poteva essere usato dai nobili. Sono "re" i sovrani della dinastia Xia, della dinastia Shang e della dinastia Zhou. La tradizionale storiografia cinese ha tramandato per secoli l'immagine di queste dinastie "antenate" come se fossero antesignane e capostipiti dell'impero cinese, che nella loro epoca estesero la loro influenza su tutto quello che era allora il mondo cinese conosciuto. Con il passare dei decenni, questa tesi ha lasciato sempre più il campo agli strumenti della storiografia moderna, che hanno portato all'affermarsi di una nuova verità scientifica. Le nuove scoperte archeologiche e l'esame critico delle fonti documentarie testimoniano l'esistenza di altri insediamenti, non direttamente riconducibili a un potere centrale così come esso era stato dipinto dalla storiografia cinese tradizionale. Sebbene siano indubbiamente esistiti dei centri di potere riconducibili alle casate Zhou e Shang, si preferisce oggi parlare dei Re Zhou e dei Re Shang come dei sovrani locali, la cui corte ebbe un'influenza ben più limitata rispetto a quella accordata dalle prime fonti cinesi.
Con ogni probabilità, il modello più credibile per l'origine della civiltà cinese è un modello multicentrico, di contrasto all'interpretazione tradizionale (affermatasi per ragioni culturali e politiche nel corso degli scorsi due millenni) che ha sempre preferito l'immagine di un potere centrale che dalla corte del re estendeva la sua influenza civilizzatrice su tutto il mondo conosciuto.
La prima data certa della storia cinese è l'841 a.C.
Il IX secolo a.C. segna l'inizio del declino della dinastia Zhou, e l'affermazione del primato di casate nobiliari locali, sempre più forti e indipendenti nei confronti della corte del Re Zhou. Il rafforzamento dell'influenza dei poteri feudali e dei nobili vassalli nei confronti del potere reale è ben rappresentato da uno dei primissimi eventi storicamente documentati della storia cinese: nell'anno 841 a.C. Zhōu Lìwáng (10º Re della Dinastia Zhou occidentale) viene esautorato da un colpo di Stato e sostituito da una diarchia guidata dai duchi di Zhou e di Zhao, i quali ressero il potere fino al 828 a.C., durante quello che divenne noto come l'interregno Gonghe (traducibile come "forma di reggenza repubblicana"). Questo episodio è interpretato come un segno tangibile della decadenza della Dinastia Zhou occidentale.
Nobili e signori locali divennero sempre più indipendenti, prestando un omaggio che divenne solo simbolico nei confronti della corte del Re Zhou, che ormai non aveva più il controllo su quel che avveniva all'interno dei domini delle grandi casate. Fu così che con il passare dei secoli molti capi delle casate nobili presero a fregiarsi del titolo di "re" (王S, wángP), epiteto fino ad allora riservato al solo sovrano Zhou. Questi nuovi principi e signori indipendenti trattavano l'un l'altro da pari a pari, da "re" a "re": fu in quest'era che, all'interno di un territorio grossomodo corrispondente alla parte occidentale dell'odierna Cina settentrionale, si assistette allo sviluppo di un complesso sistema di regni indipendenti e principati regionali ravvicinabile al sistema feudale esistente nell'Europa medioevale. Con la divisione della Cina in una molteplicità di Regni combattenti, il termine wang divenne quindi sinonimo di "sovrano" di una regione. Sono questi i secoli che la cronologia cinese ha registrato con i nomi "periodo delle primavere e degli autunni" e "periodo dei regni combattenti".

### Gli imperatori
Fino al 221 a.C. nessun sovrano storicamente documentato si avvalse del titolo di "imperatore".
Nel periodo che va dal IX al III secolo a.C., i governanti di ciascuna regione presero a fregiarsi del titolo di "re" (王S, wángP), e trattavano gli uni con gli altri da pari a pari, ciascuno esercitando il proprio dominio sulle popolazioni sotto il suo comando.
Alla fine del III secolo a.C. si assistette a una serie di scontri tra i Regni combattenti rimasti. Uno a uno, tutti i regni capitolarono sotto il regno di Qin, che nel 221 a.C. sconfisse l'ultimo dei regni avversari, sancendo l'unificazione politica, territoriale e militare della Cina allora conosciuta. Dal momento che il titolo di "re" non esprimeva a sufficienza la supremazia raggiunta, il sovrano Qin Shi Huang assunse il nuovo nome di "imperatore" (皇帝S, huángdìP).
Come era già successo per l'impero di Alessandro Magno, l'impero Qin sopravvisse solo pochi anni alla morte del suo primo sovrano. Tuttavia, a partire da quel momento il titolo di imperatore divenne sinonimo di supremazia e dominio su tutta la Cina, e l'obiettivo di chiunque ambisse al potere divenne quello di istituire la propria dinastia. È lecito affermare che a partire dal 221 a.C., la storia della Cina diviene la storia della Cina imperiale. Il periodo antecedente il 221 a.C. viene comunemente detto periodo pre-imperiale.
L'ultima dinastia fu quella dei Qing che cadde nel 1912, anno della fondazione della prima repubblica della storia cinese.

## Criteri di compilazione delle tabelle
I monarchi cinesi (in particolare gli imperatori) erano conosciuti con molti nomi diversi, e questo crea spesso confusione sul modo di identificarli. A volte lo stesso imperatore è noto comunemente con due o tre nomi distinti, oppure lo stesso nome è utilizzato da imperatori di dinastie diverse. Le tabelle che seguono non comprendono necessariamente tutti i nomi di un determinato imperatore (ad esempio, i nomi postumi possono occupare anche più di venti caratteri ed erano usati raramente nella scrittura storica), ma dove possibile si è indicato il nome più comunemente usato o la nomenclatura convenzionale.
Gli elenchi che seguono adottano il seguente criterio di inclusione:
- nomi di sovrani che sono elencati nelle storie tradizionali, o nelle cronache ufficiali.
- nomi di sovrani che potevano avanzare una pretesa più o meno legittima sulla maggior parte dei territori inclusi nella sfera d'influenza della civiltà cinese.

Per maggiori informazioni si consiglia comunque di consultare sempre le voci dedicate alle singole dinastie o ai singoli monarchi.

## Periodo dei Tre sovrani e dei Cinque Imperatori
| Sovrani/Imperatori | Nome postumo | Nome postumo | Nome personale         | Anni di regno    |
| ------------------ | ------------ | ------------ | ---------------------- | ---------------- |
| Sovrano            | Youchao/Nüwa | 有巢/女媧    | —                      | sconosciuto      |
| Imperatore         | Suiren       | 燧人         | Suiren                 | sconosciuto      |
| Sovrano            | Fu Hsi       | 伏羲         | Fu Hsi                 | 2852 - 2737 a.C. |
| Sovrano            | Yan Di       | 炎帝         | Shennong               | 2737 - 2699 a.C. |
| Imperatore         | Huang Di     | 黃帝         | Gongsun o Ji           | 2699 - 2588 a.C. |
| Imperatore         | Jin Tian     | 金天         | Shaohao                | 2587 - 2491 a.C. |
| Imperatore         | Zhuanxu      | 顓頊         | Gaoyang                | 2490 - 2413 a.C. |
| Imperatore         | —            | —            | Ku o Diku              | 2412 - 2343 a.C. |
| Imperatore         | —            | —            | Tang Yao o Yaotang-shi | 2333 - 2234 a.C. |
| Imperatore         | Shun         | 舜           | Youyu-shi              | 2233 - 2184 a.C. |

## Dinastia Xia
Ca. 2070 - 1600 a.C.
| Nome regale | Nome regale | Nome più comunemente conosciuto | Anni di regno    | Note                                              |
| ----------- | ----------- | ------------------------------- | ---------------- | ------------------------------------------------- |
| Yǔ          | 禹          | Yu                              | 2205 - 2147 a.C. | Conosciuto anche come Dà Yǔ, 大禹                 |
| Qǐ          | 啟          | Qi                              | 2147 - 2117 a.C. | Figlio di Yǔ: inizio della successione ereditaria |
| Tài Kāng    | 太康        | Tai Kang                        | 2117 - 2088 a.C. |                                                   |
| Zhòng Kāng  | 仲康        | Xia Zhong Kang                  | 2088 - 2075 a.C. |                                                   |
| Xiāng       | 相          | Xiang                           | 2075 - 2047 a.C. |                                                   |
| Shào Kāng   | 少康        | Shao Kang                       | 2007 - 1885 a.C. |                                                   |
| Zhù         | 杼          | Zhu                             | 1985 - 1968 a.C. |                                                   |
| Huái        | 槐          | Huai                            | 1968 - 1924 a.C. |                                                   |
| Máng        | 芒          | Mang                            | 1924 - 1906 a.C. |                                                   |
| Xie         | 泄          | Xie                             | 1906 - 1890 a.C. |                                                   |
| Bù Jiàng    | 不降        | Bu Jiang                        | 1890 - 1831 a.C. |                                                   |
| Jiōng       | 扃          | Jiong                           | 1831 - 1810 a.C. |                                                   |
| Jǐn         | 廑          | Jin                             | 1810 - 1789 a.C. |                                                   |
| Kǒng Jiǎ    | 孔甲        | Kong Jia                        | 1789 - 1758 a.C. |                                                   |
| Gāo         | 皋          | Gao                             | 1758 - 1747 a.C. |                                                   |
| Fā          | 發          | Fa                              | 1747 - 1728 a.C. |                                                   |
| Jié         | 桀          | Jie                             | 1728 - 1675 a.C. | Conosciuto anche come Lǚ Gǔi, 履癸                |
| 1. 2.       |             |                                 |                  |                                                   |

## Dinastia Shang
Ca. 1600 - 1046 a.C.
| Nome personale    | Nome personale | Nome regale | Nome regale | Nome templare | Nome templare | Anni di regno    | Nome più comunemente conosciuto |
| ----------------- | -------------- | ----------- | ----------- | ------------- | ------------- | ---------------- | ------------------------------- |
| Zi Lü             | 子履           | Tang        | 湯          |               |               | 1675 - 1646 a.C. | Tang                            |
| Zi Sheng          | 子勝           | Wai Bing    | 外丙        |               |               | 1646 - ? a.C.    | Wai Bing                        |
| Zi Yong           | 子庸           | Zhong Ren   | 仲壬        |               |               |                  | Shong Ren                       |
| Zi Zhi            | 子至           | Tai Jia     | 太甲        |               |               |                  | Tai Jia                         |
| Zi Xun            | 子绚           | Wo Ding     | 沃丁        |               |               |                  | Wo Ding                         |
| Zi Bian           | 子辨           | Tai Geng    | 太庚        |               |               |                  | Tai Geng                        |
| Zi Gao            | 子高           | Xiao Jia    | 小甲        |               |               |                  | Xiao Jia                        |
| Zi Dian / Zi Zhou | 子佃 / 子伷    | Yong Ji     | 雍己        |               |               |                  | Yong Ji                         |
| Zi Mi / Zi Zhou   | 子密 / 子伷    | Tai Wu      | 太戊        |               |               |                  | Tai Wu                          |
| Zi Zhuang         | 子庄           | Zhong Ding  | 仲丁        |               |               |                  | Zhong Ding                      |
| Zi Fa             | 子发           | Wai Ren     | 外壬        |               |               |                  | Wai Ren                         |
| Zi Zheng          | 子整           | He Dan Jia  | 河亶甲      |               |               |                  | He Dan Jia                      |
| Zi Teng           | 子滕           | Zu Yi       | 祖乙        | Zhong Zong    | 中宗          |                  | Zu Yi                           |
| Zi Dan            | 子旦           | Zu Xin      | 祖辛        |               |               |                  | Zu Xin                          |
| Zi Yu             | 子逾           | Wo Jia      | 沃甲        |               |               |                  | Wo Jia                          |
| Zi Xin            | 子新           | Zu Ding     | 祖丁        |               |               |                  | Zu Ding                         |
| Zi Geng           | 子更           | Nan Geng    | 南庚        |               |               |                  | Nan Geng                        |
| Zi He             | 子和           | Yang Jia    | 陽甲        |               |               | ? - 1300 a.C.    | Yang Jia                        |
| Zi Xun            | 子旬           | Pan Geng    | 盤庚        |               |               | 1300 - 1251 a.C. | Pan Geng                        |
| Zi Song           | 子颂           | Xiao Xin    | 小辛        |               |               | 1300 - 1251 a.C. | Xiao Xin                        |
| Zi Lian           | 子敛           | Xiao Yi     | 小乙        |               |               | 1300 - 1251 a.C. | Xiao Yi                         |
| Zi Zhao           | 子昭           | Wu Ding     | 武丁        | Gao Zong      | 高宗          | 1250 - 1192 a.C. | Wu Ding                         |
| Zi Yao            | 子曜           | Zu Geng     | 祖庚        |               |               | 1191 - 1148 a.C. | Zu Geng                         |
|                   |                | Zu Jia      | 祖甲        |               |               | 1191 - 1148 a.C. | Zu Jia                          |
|                   |                | Lin Xin     | 廩辛        |               |               | 1191 - 1148 a.C. | Lin Xin                         |
| Zi Xiao           | 子嚣           | Geng Ding   | 庚丁        | Kang Ding     | 康丁          | 1191 - 1148 a.C. | Kang Ding                       |
| Zi Qu             | 子瞿           | Wu Yi       | 武乙        |               |               | 1147 - 1113 a.C. | Wu Yi                           |
| Zi Tuo            | 子托           | Wen Ding    | 文丁        |               |               | 1112 - 1102 a.C. | Wen Ding                        |
| Zi Xian           | 子羡           | Di Yi       | 帝乙        |               |               | 1101 - 1076 a.C. | Di Yi                           |
| Zi Shou           | 子受           | Di Xin      | 帝辛        |               |               | 1075 - 1046 a.C. | Di Xin                          |
| 1. 2. 3. 4. 5.    |                |             |             |               |               |                  |                                 |

## Dinastia Zhou
Metà XI secolo a.C. - 256 a.C., tradizionalmente divisa in:
- dinastia Zhou occidentale, ca. 1046 a.C.[Zhou 1] - 771 a.C.
- dinastia Zhou orientale, 770 - 256 a.C., a sua volta divisa in:
  - periodo delle primavere e degli autunni, 770 - 476 a.C.
  - periodo dei regni combattenti, 475 - 221 a.C.

| Nome personale         | Nome personale         | Nome postumo           | Nome postumo           | Anni di regno    | Nome più comunemente conosciuto          |
| Pinyin                 | Cinese                 | Pinyin                 | Cinese                 | Anni di regno    | Nome più comunemente conosciuto          |
| ---------------------- | ---------------------- | ---------------------- | ---------------------- | ---------------- | ---------------------------------------- |
| Ji Fa                  | 姬發                   | Wuwang                 | 武王                   | 1046 - 1043 a.C. | Zhou Wuwang (Re Wu di Zhou)              |
| Ji Song                | 姬誦                   | Chengwang              | 成王                   | 1042 - 1021 a.C. | Zhou Chengwang (Re Cheng di Zhou)        |
| Ji Zhao                | 姬釗                   | Kangwang               | 康王                   | 1020 - 996 a.C.  | Zhou Kangwang (Re Kang di Zhou)          |
| Ji Xia                 | 姬瑕                   | Zhaowang               | 昭王                   | 995 - 977 a.C.   | Zhou Zhaowang (Re Zhao di Zhou)          |
| Ji Man                 | 姬滿                   | Muwang                 | 穆王                   | 976 - 922 a.C.   | Zhou Muwang (Re Mu di Zhou)              |
| Ji Yihu                | 姬繄扈                 | Gongwang               | 共王                   | 922 - 900 a.C.   | Zhou Gongwang (Re Gong di Zhou)          |
| Ji Jian                | 姬囏                   | Yiwang                 | 懿王                   | 899 - 892 a.C.   | Zhou Yiwang (Re Yi di Zhou (Ji Jian))    |
| Ji Pifang              | 姬辟方                 | Xiaowang               | 孝王                   | 891 - 886 a.C.   | Zhou Xiaowang (Re Xiao di Zhou)          |
| Ji Xie                 | 姬燮                   | Yiwang                 | 夷王                   | 885 - 878 a.C.   | Zhou Yiwang (Re Yi di Zhou (Ji Xie))     |
| Ji Hu                  | 姬胡                   | Liwang                 | 厲王                   | 877 - 841 a.C.   | Zhou Liwang (Re Li di Zhou)              |
| Gonghe 共和 (reggenza) | Gonghe 共和 (reggenza) | Gonghe 共和 (reggenza) | Gonghe 共和 (reggenza) | 841 - 828 a.C.   | Gonghe                                   |
| Ji Jing                | 姬靜                   | Xuanwang               | 宣王                   | 827 - 782 a.C.   | Zhou Xuanwang (Re Yuan di Zhou)          |
| Ji Gongsheng           | 姬宮湦                 | Youwang                | 幽王                   | 781 - 771 a.C.   | Zhou Youwang (Re You di Zhou)            |
| Ji Yijiu               | 姬宜臼                 | Pingwang               | 平王                   | 770 - 720 a.C.   | Zhou Pingwang (Re Ping di Zhou)          |
| Ji Lin                 | 姬林                   | Huanwang               | 桓王                   | 719 - 697 a.C.   | Zhou Huanwang (Re Huan di Zhou)          |
| Ji Tuo                 | 姬佗                   | Zhuangwang             | 莊王                   | 696 - 682 a.C.   | Zhou Zhuangwang (Re Zhuang di Zhou)      |
| Ji Huqi                | 姬胡齊                 | Xiwang                 | 釐王                   | 681 - 677 a.C.   | Zhou Xiwang (Re Xi di Zhou)              |
| Ji Lang                | 姬閬                   | Huiwang                | 惠王                   | 676 - 652 a.C.   | Zhou Huiwang (Re Hui I di Zhou)          |
| Ji Zheng               | 姬鄭                   | Xiangwang              | 襄王                   | 651 - 619 a.C.   | Zhou Xiangwang (Re Xiang di Zhou)        |
| Ji Renchen             | 姬壬臣                 | Qingwang               | 頃王                   | 618 - 613 a.C.   | Zhou Qingwang (Re Qing di Zhou)          |
| Ji Ban                 | 姬班                   | Kuangwang              | 匡王                   | 612 - 607 a.C.   | Zhou Kuangwang (Re Kuang di Zhou)        |
| Ji Yu                  | 姬瑜                   | Dingwang               | 定王                   | 606 - 586 a.C.   | Zhou Dingwang (Re Ding di Zhou)          |
| Ji Yi                  | 姬夷                   | Jianwang               | 簡王                   | 585 - 572 a.C.   | Zhou Jianwang (Re Jian di Zhou)          |
| Ji Xiexin              | 姬泄心                 | Lingwang               | 靈王                   | 571 - 545 a.C.   | Zhou Lingwang (Re Ling di Zhou)          |
| Ji Gui                 | 姬貴                   | Jingwang               | 景王                   | 544 - 521 a.C.   | Zhou Jingwang (Re Jing di Zhou (Ji Gui)) |
| Ji Meng                | 姬猛                   | Daowang                | 悼王                   | 520 a.C.         | Zhou Daowang (Re Dao di Zhou)            |
| Ji Gai                 | 姬丐                   | Jingwang               | 敬王                   | 519 - 476 a.C.   | Zhou Jingwang (Re Jing di Zhou (Ji Gai)) |
| Ji Ren                 | 姬仁                   | Yuanwang               | 元王                   | 475 - 469 a.C.   | Zhou Yuanwang (Re Yuan di Zhou)          |
| Ji Jie                 | 姬介                   | Zhendingwang           | 貞定王                 | 468 - 442 a.C.   | Zhou Zhendingwang (Re Zhending di Zhou)  |
| Ji Quji                | 姬去疾                 | Aiwang                 | 哀王                   | 441 a.C.         | Zhou Aiwang (Re Ai di Zhou)              |
| Ji Shu                 | 姬叔                   | Siwang                 | 思王                   | 441 a.C.         | Zhou Siwang (Re Si di Zhou)              |
| Ji Wei                 | 姬嵬                   | Kaowang                | 考王                   | 440 - 426 a.C.   | Zhou Kaowang (Re Kao di Zhou)            |
| Ji Wu                  | 姬午                   | Weiliewang             | 威烈王                 | 425 - 402 a.C.   | Zhou Weiliewang (Re Weilie di Zhou)      |
| Ji Jiao                | 姬驕                   | Anwang                 | 安王                   | 401 - 376 a.C.   | Zhou Anwang (Re An di Zhou)              |
| Ji Xi                  | 姬喜                   | Liewang                | 烈王                   | 375 - 369 a.C.   | Zhou Liewang (Re Lie di Zhou)            |
| Ji Bian                | 姬扁                   | Xianwang               | 顯王                   | 368 - 321 a.C.   | Zhou Xianwang (Re Xian di Zhou)          |
| Ji Ding                | 姬定                   | Shenjingwang           | 慎靚王                 | 320 - 315 a.C.   | Zhou Shenjingwang (Re Shenjing di Zhou)  |
| Ji Yan                 | 姬延                   | Nanwang                | 赧王                   | 314 - 256 a.C.   | Zhou Nanwang (Re Nan di Zhou)            |
| Ji Jie                 | 姬杰                   | Huiwang                | 惠王                   | 255 - 249 a.C.   | Zhou Huiwang(Re Hui II di Zhou)          |
| 1. 2.                  |                        |                        |                        |                  |                                          |

## Dinastia Qin
| Nome postumo (shì hào 諡號)              | Nome postumo (shì hào 諡號) | Nome personale | Nome personale | Periodo dei regni |
| ---------------------------------------- | --------------------------- | -------------- | -------------- | ----------------- |
| Convenzione cinese: "Qin" + nome postumo |                             |                |                |                   |
| Shǐ Huángdì                              | 始皇帝                      | Yíng Zhèng     | 嬴政           | 246 - 210 a.C.    |
| Qin Er Shi Huangdi                       | 二世皇帝                    | Yíng Húhài     | 嬴胡亥         | 209 - 207 a.C.    |
| Qin San Shi                              | 三世皇帝                    | Yíng Ziyīng    | 嬴子嬰         | 207 a.C.          |
| 1. 2.                                    |                             |                |                |                   |

## Dinastia Han
| Nome postumo | Nome postumo                     | Nome personale                   | Nome personale                   | Anni di regno  | Nome dell'era    | Nome dell'era | Datazione             |
| --- | -------------------------------- | -------------------------------- | -------------------------------- | -------------- | ---------------- | ------------- | --------------------- |
| Convenzione cinese: "Han" + nome postumo + "di", con l'eccezione di Liu Gong, Liu Hong, Liu He, Liu Ying, Liu Yi e Liu Bian. |                                  |                                  |                                  |                |                  |               |                       |
| Dinastia Han occidentale 206 – 9 d.C.                                                                                        |                                  |                                  |                                  |                |                  |               |                       |
| Gao Zu | 高祖                             | Liu Bang                         | 劉邦                             | 206 – 195 a.C. | Non esisteva     | Non esisteva  | Non esisteva          |
| Hui Di | 惠帝                             | Liu Ying                         | 劉盈                             | 194 – 188 a.C. | Non esisteva     | Non esisteva  | Non esisteva          |
| Shao Di (Shao Di Gong) | 少帝                             | Liu Gong                         | 劉恭                             | 188 – 184 a.C. | Non esisteva     | Non esisteva  | Non esisteva          |
| Shao Di (Shao Di Hong) | 少帝                             | Liu Hong                         | 劉弘                             | 184 – 180 a.C. | Non esisteva     | Non esisteva  | Non esisteva          |
| Wen Di | 文帝                             | Liu Heng                         | 劉恆                             | 179 – 157 a.C. | Hòuyuán          | 後元          | 163 – 156 a.C.        |
| Jing Di | 景帝                             | Liu Qi                           | 劉啟                             | 156 – 141 a.C. | Zhōngyuán        | 中元          | 149 – 143 a.C.        |
| Jing Di | 景帝                             | Liu Qi                           | 劉啟                             | 156 – 141 a.C. | Hòuyuán          | 後元          | 143 – 141 a.C.        |
| Wu Di | 武帝                             | Liu Che                          | 劉徹                             | 140 – 87 a.C.  | Jiànyuán         | 建元          | 140 – 135 a.C.        |
| Wu Di | 武帝                             | Liu Che                          | 劉徹                             | 140 – 87 a.C.  | Yuánguāng        | 元光          | 134 – 129 a.C.        |
| Wu Di | 武帝                             | Liu Che                          | 劉徹                             | 140 – 87 a.C.  | Yuánshuò         | 元朔          | 128 – 123 a.C.        |
| Wu Di | 武帝                             | Liu Che                          | 劉徹                             | 140 – 87 a.C.  | Yuánshòu         | 元狩          | 122 – 117 a.C.        |
| Wu Di | 武帝                             | Liu Che                          | 劉徹                             | 140 – 87 a.C.  | Yuándǐng         | 元鼎          | 116 – 111 a.C.        |
| Wu Di | 武帝                             | Liu Che                          | 劉徹                             | 140 – 87 a.C.  | Yuánfēng         | 元封          | 110 – 105 a.C.        |
| Wu Di | 武帝                             | Liu Che                          | 劉徹                             | 140 – 87 a.C.  | Tàichū           | 太初          | 104 – 101 a.C.        |
| Wu Di | 武帝                             | Liu Che                          | 劉徹                             | 140 – 87 a.C.  | Tiānhàn          | 天漢          | 100 – 97 a.C.         |
| Wu Di | 武帝                             | Liu Che                          | 劉徹                             | 140 – 87 a.C.  | Tàishǐ           | 太始          | 96 – 93 a.C.          |
| Wu Di | 武帝                             | Liu Che                          | 劉徹                             | 140 – 87 a.C.  | Zhēnghé          | 征和          | 92 a.C. – 89 a.C.     |
| Wu Di | 武帝                             | Liu Che                          | 劉徹                             | 140 – 87 a.C.  | Hòuyuán          | 後元          | 88 – 87 a.C.          |
| Zhao Di | 昭帝                             | Liu Fuling                       | 劉弗陵                           | 86 – 74 a.C.   | Shǐyuán          | 始元          | 86 – 80 a.C.          |
| Zhao Di | 昭帝                             | Liu Fuling                       | 劉弗陵                           | 86 – 74 a.C.   | Yuánfèng         | 元鳳          | 80 – 75 a.C.          |
| Zhao Di | 昭帝                             | Liu Fuling                       | 劉弗陵                           | 86 – 74 a.C.   | Yuánpíng         | 元平          | 74 a.C.               |
| Principe di Changyi | 昌邑王 o 海昏侯                  | Liu He                           | 劉賀                             | 74 a.C.        | Yuánpíng         | 元平          | 74 a.C.               |
| Xuan Di | 宣帝                             | Liu Xun                          | 劉詢                             | 73 – 49 a.C.   | Běnshǐ           | 本始          | 73 a.C. – 70 a.C.     |
| Xuan Di | 宣帝                             | Liu Xun                          | 劉詢                             | 73 – 49 a.C.   | Dìjié            | 地節          | 69 – 66 a.C.          |
| Xuan Di | 宣帝                             | Liu Xun                          | 劉詢                             | 73 – 49 a.C.   | Yuánkāng         | 元康          | 65 – 61 a.C.          |
| Xuan Di | 宣帝                             | Liu Xun                          | 劉詢                             | 73 – 49 a.C.   | Shénjué          | 神爵          | 61 – 58 a.C.          |
| Xuan Di | 宣帝                             | Liu Xun                          | 劉詢                             | 73 – 49 a.C.   | Wǔfèng           | 五鳳          | 57 – 54 a.C.          |
| Xuan Di | 宣帝                             | Liu Xun                          | 劉詢                             | 73 – 49 a.C.   | Gānlù            | 甘露          | 53 – 50 a.C.          |
| Xuan Di | 宣帝                             | Liu Xun                          | 劉詢                             | 73 – 49 a.C.   | Huánglóng        | 黃龍          | 49 a.C.               |
| Yuan Di | 元帝                             | Liu Shi                          | 劉奭                             | 48 – 33 a.C.   | Chūyuán          | 初元          | 48 – 44 a.C.          |
| Yuan Di | 元帝                             | Liu Shi                          | 劉奭                             | 48 – 33 a.C.   | Yǒngguāng        | 永光          | 43 – 39 a.C.          |
| Yuan Di | 元帝                             | Liu Shi                          | 劉奭                             | 48 – 33 a.C.   | Jiànzhāo         | 建昭          | 38 – 34 a.C.          |
| Yuan Di | 元帝                             | Liu Shi                          | 劉奭                             | 48 – 33 a.C.   | Jìngníng         | 竟寧          | 33 a.C.               |
| Cheng Di | 成帝                             | Liu Ao                           | 劉驁                             | 32 – 7 a.C.    | Jiànshǐ          | 建始          | 32 – 28 a.C.          |
| Cheng Di | 成帝                             | Liu Ao                           | 劉驁                             | 32 – 7 a.C.    | Hépíng           | 河平          | 28 – 25 a.C.          |
| Cheng Di | 成帝                             | Liu Ao                           | 劉驁                             | 32 – 7 a.C.    | Yángshuò         | 陽朔          | 24 – 21 a.C.          |
| Cheng Di | 成帝                             | Liu Ao                           | 劉驁                             | 32 – 7 a.C.    | Hóngjiā          | 鴻嘉          | 20 – 17 a.C.          |
| Cheng Di | 成帝                             | Liu Ao                           | 劉驁                             | 32 – 7 a.C.    | Yǒngshǐ          | 永始          | 16 – 13 a.C.          |
| Cheng Di | 成帝                             | Liu Ao                           | 劉驁                             | 32 – 7 a.C.    | Yuányán          | 元延          | 12 – 9 a.C.           |
| Cheng Di | 成帝                             | Liu Ao                           | 劉驁                             | 32 – 7 a.C.    | Suīhé            | 綏和          | 8 – 7 a.C.            |
| Ai Di | 哀帝                             | Liu Xin                          | 劉欣                             | 6 – 1 a.C.     | Jiànpíng         | 建平          | 6 – 3 a.C.            |
| Ai Di | 哀帝                             | Liu Xin                          | 劉欣                             | 6 – 1 a.C.     | Yuánshòu         | 元壽          | 2 – 1 a.C.            |
| Ping Di | 平帝                             | Liu Kan                          | 劉衎                             | 1 a.C. – 5 AD  | Yuánshǐ          | 元始          | 1 a.C. – 5 d.C.       |
| Ruzi | 孺子嬰                           | Liu Ying                         | 劉嬰                             | 6 – 8          | Jùshè            | 居攝          | 6 – ottobre 8         |
| Ruzi | 孺子嬰                           | Liu Ying                         | 劉嬰                             | 6 – 8          | Chūshǐ           | 初始          | novembre – dicembre 8 |
| Dinastia Xin (9–23 d.C.) |                                  |                                  |                                  |                |                  |               |                       |
| Dinastia Xin di Wang Mang (王莽)                                                                                             | Dinastia Xin di Wang Mang (王莽) | Dinastia Xin di Wang Mang (王莽) | Dinastia Xin di Wang Mang (王莽) | 9 – 23         | Shǐjiànguó       | 始建國        | 9 – 13                |
| Dinastia Xin di Wang Mang (王莽)                                                                                             | Dinastia Xin di Wang Mang (王莽) | Dinastia Xin di Wang Mang (王莽) | Dinastia Xin di Wang Mang (王莽) | 9 – 23         | Tiānfēng         | 天鳳          | 14 – 19               |
| Dinastia Xin di Wang Mang (王莽)                                                                                             | Dinastia Xin di Wang Mang (王莽) | Dinastia Xin di Wang Mang (王莽) | Dinastia Xin di Wang Mang (王莽) | 9 – 23         | Dìhuáng          | 地皇          | 20 – 23               |
| Continuazione della dinastia Han                                                                                             |                                  |                                  |                                  |                |                  |               |                       |
| Geng Shi Di | 更始帝                           | Liu Xuan                         | 劉玄                             | 23 – 25        | Gēngshǐ          | 更始          | 23 – 25               |
| Dinastia Han orientale 25 – 220                                                                                              |                                  |                                  |                                  |                |                  |               |                       |
| Guang Wu Di | 光武帝                           | Liu Xiu                          | 劉秀                             | 25 – 57        | Jiànwǔ           | 建武          | 25 – 56               |
| Guang Wu Di | 光武帝                           | Liu Xiu                          | 劉秀                             | 25 – 57        | Jiànwǔzhongōyuán | 建武中元      | 56 – 57               |
| Ming Di | 明帝                             | Liu Zhuang                       | 劉莊                             | 58 – 75        | Yǒngpíng         | 永平          | 58 – 75               |
| Zhang Di | 章帝                             | Liu Da                           | 劉炟                             | 76 – 88        | Jiànchū          | 建初          | 76 – 84               |
| Zhang Di | 章帝                             | Liu Da                           | 劉炟                             | 76 – 88        | Yuánhé           | 元和          | 84 – 87               |
| Zhang Di | 章帝                             | Liu Da                           | 劉炟                             | 76 – 88        | Zhānghé          | 章和          | 87 – 88               |
| He Di | 和帝                             | Liu Zhao                         | 劉肇                             | 89 – 105       | Yǒngyuán         | 永元          | 89 – 105              |
| He Di | 和帝                             | Liu Zhao                         | 劉肇                             | 89 – 105       | Yuánxīng         | 元興          | 105                   |
| Shang Di | 殤帝                             | Liu Long                         | 劉隆                             | 106            | Yánpíng          | 延平          | 9 mesi nel 106        |
| An Di | 安帝                             | Liu Hu                           | 劉祜                             | 106 – 125      | Yǒngchū          | 永初          | 107 – 113             |
| An Di | 安帝                             | Liu Hu                           | 劉祜                             | 106 – 125      | Yuánchū          | 元初          | 114 – 120             |
| An Di | 安帝                             | Liu Hu                           | 劉祜                             | 106 – 125      | Yǒngníng         | 永寧          | 120 – 121             |
| An Di | 安帝                             | Liu Hu                           | 劉祜                             | 106 – 125      | Jiànguāng        | 建光          | 121 – 122             |
| An Di | 安帝                             | Liu Hu                           | 劉祜                             | 106 – 125      | Yánguāng         | 延光          | 122 – 125             |
| Shao Di, Marchese di Beixiang                                                                                                | 少帝 o 北鄉侯                    | Liu Yi                           | 劉懿                             | 125            | Yánguāng         | 延光          | 125                   |
| Shun Di | 順帝                             | Liu Bao                          | 劉保                             | 125 – 144      | Yǒngjiàn         | 永建          | 126 – 132             |
| Shun Di | 順帝                             | Liu Bao                          | 劉保                             | 125 – 144      | Yángjiā          | 陽嘉          | 132 – 135             |
| Shun Di | 順帝                             | Liu Bao                          | 劉保                             | 125 – 144      | Yǒnghé           | 永和          | 136 – 141             |
| Shun Di | 順帝                             | Liu Bao                          | 劉保                             | 125 – 144      | Hàn'ān           | 漢安          | 142 – 144             |
| Shun Di | 順帝                             | Liu Bao                          | 劉保                             | 125 – 144      | Jiànkāng         | 建康          | 144                   |
| Chong Di | 沖帝                             | Liu Bing                         | 劉炳                             | 144 – 145      | Yōngxī           | 永嘉          | 145                   |
| Zhi Di | 質帝                             | Liu Zuan                         | 劉纘                             | 145 – 146      | Běnchū           | 本初          | 146                   |
| Huan Di | 桓帝                             | Liu Zhi                          | 劉志                             | 146 – 168      | Jiànhé           | 建和          | 147 – 149             |
| Huan Di | 桓帝                             | Liu Zhi                          | 劉志                             | 146 – 168      | Hépíng           | 和平          | 150                   |
| Huan Di | 桓帝                             | Liu Zhi                          | 劉志                             | 146 – 168      | Yuánjiā          | 元嘉          | 151 – 153             |
| Huan Di | 桓帝                             | Liu Zhi                          | 劉志                             | 146 – 168      | Yǒngxīng         | 永興          | 153 – 154             |
| Huan Di | 桓帝                             | Liu Zhi                          | 劉志                             | 146 – 168      | Yǒngshòu         | 永壽          | 155 – 158             |
| Huan Di | 桓帝                             | Liu Zhi                          | 劉志                             | 146 – 168      | Yánxī            | 延熹          | 158 – 167             |
| Huan Di | 桓帝                             | Liu Zhi                          | 劉志                             | 146 – 168      | Yǒngkāng         | 永康          | 167                   |
| Ling Di | 靈帝                             | Liu Hong                         | 劉宏                             | 168 – 189      | Jiànníng         | 建寧          | 168 – 172             |
| Ling Di | 靈帝                             | Liu Hong                         | 劉宏                             | 168 – 189      | Xīpíng           | 熹平          | 172 – 178             |
| Ling Di | 靈帝                             | Liu Hong                         | 劉宏                             | 168 – 189      | Guānghé          | 光和          | 178 – 184             |
| Ling Di | 靈帝                             | Liu Hong                         | 劉宏                             | 168 – 189      | Zhōngpíng        | 中平          | 184 – 189             |
| Shao Di, Principe di Hongnong                                                                                                | 少帝 o 弘農王                    | Liu Bian                         | 劉辯                             | 189            | Guīngxī          | 光熹          | 189                   |
| Shao Di, Principe di Hongnong                                                                                                | 少帝 o 弘農王                    | Liu Bian                         | 劉辯                             | 189            | Zhàoníng         | 昭寧          | 189                   |
| Xian Di | 獻帝                             | Liu Xie (liú xié)                | 劉協                             | 189 – 220      | Yǒnghàn          | 永漢          | 189                   |
| Xian Di | 獻帝                             | Liu Xie (liú xié)                | 劉協                             | 189 – 220      | Chūpíng          | 初平          | 190 – 193             |
| Xian Di | 獻帝                             | Liu Xie (liú xié)                | 劉協                             | 189 – 220      | Xīngpíng         | 興平          | 194 – 195             |
| Xian Di | 獻帝                             | Liu Xie (liú xié)                | 劉協                             | 189 – 220      | Jiàn'ān          | 建安          | 196 – 220             |
| Xian Di | 獻帝                             | Liu Xie (liú xié)                | 劉協                             | 189 – 220      | Yánkāng          | 延康          | 220                   |

## Periodo dei Tre Regni
| Nome postumo (shi hao 諡號)                                                                                           | Nome postumo (shi hao 諡號) | Nome postumo (shi hao 諡號) | Nome personale        | Nome personale        | Anni di regno         | Nome dell'era (nian hao 年號) ed intervallo di anni corrispondente | Nome dell'era (nian hao 年號) ed intervallo di anni corrispondente | Nome dell'era (nian hao 年號) ed intervallo di anni corrispondente | Nome dell'era (nian hao 年號) ed intervallo di anni corrispondente |
| Wei o Cao Wei 220-265                                                                                                 | Wei o Cao Wei 220-265       | Wei o Cao Wei 220-265       | Wei o Cao Wei 220-265 | Wei o Cao Wei 220-265 | Wei o Cao Wei 220-265 | Wei o Cao Wei 220-265                                              | Wei o Cao Wei 220-265                                              | Wei o Cao Wei 220-265                                              | Wei o Cao Wei 220-265                                              |
| --- | --------------------------- | --------------------------- | --------------------- | --------------------- | --------------------- | ------------------------------------------------------------------ | ------------------------------------------------------------------ | ------------------------------------------------------------------ | ------------------------------------------------------------------ |
| Convenzione cinese: "Wei" + nome postumo, con l'eccezione a volte di Cao Pi che era indicato usando i nomi personali. |                             |                             |                       |                       |                       |                                                                    |                                                                    |                                                                    |                                                                    |
| Wen Di | 文帝                        | wen2 di4                    | 曹丕                  | Cao Pi                | 220-226               | Huangchu                                                           | 黃初                                                               | huang2 chu1                                                        | 220-226                                                            |
| Ming Di | 明帝                        | ming2 di4                   | 曹叡                  | Cao Rui               | 226-239               | Taihe                                                              | 太和                                                               | tai4 he2                                                           | 227-233                                                            |
| Ming Di | 明帝                        | ming2 di4                   | 曹叡                  | Cao Rui               | 226-239               | Qinglong                                                           | 青龍                                                               | qing1 long2                                                        | 233-237                                                            |
| Ming Di | 明帝                        | ming2 di4                   | 曹叡                  | Cao Rui               | 226-239               | Jingchu                                                            | 景初                                                               | jing3 chu1                                                         | 237-239                                                            |
| Qi Wang | 齊王                        | qi2 wang2                   | 曹芳                  | Cao Fang              | 239-254               | Zhengshi                                                           | 正始                                                               | zheng4 shi3                                                        | 240-249                                                            |
| Qi Wang | 齊王                        | qi2 wang2                   | 曹芳                  | Cao Fang              | 239-254               | Jiaping                                                            | 嘉平                                                               | jia1 ping2                                                         | 249-254                                                            |
| Gao Gui Xiang Gong | 高貴鄉公                    | gao1 gui4 xiang1 gong1      | 曹髦                  | Cao Mao               | 254-260               | Zhengyuan                                                          | 正元                                                               | zheng4 yuan2                                                       | 254-256                                                            |
| Gao Gui Xiang Gong | 高貴鄉公                    | gao1 gui4 xiang1 gong1      | 曹髦                  | Cao Mao               | 254-260               | Ganlu                                                              | 甘露                                                               | gan1 lu4                                                           | 256-260                                                            |
| Yuan Di | 元帝                        | yuan2 di4                   | 曹奐                  | Cao Huan              | 260-265               | Jingyuan                                                           | 景元                                                               | jing3 yuan2                                                        | 260-264                                                            |
| Yuan Di | 元帝                        | yuan2 di4                   | 曹奐                  | Cao Huan              | 260-265               | Xianx                                                              | 咸熙                                                               | xian2 xi1                                                          | 264-265                                                            |
| Shu o Shu Han 221 - 263                                                                                               |                             |                             |                       |                       |                       |                                                                    |                                                                    |                                                                    |                                                                    |
| Convenzione cinese: usare il nome personale                                                                           |                             |                             |                       |                       |                       |                                                                    |                                                                    |                                                                    |                                                                    |
| Zhao Lie Di | 昭烈帝                      | zhao1 lie4 di4              | 劉備                  | Liu Bei               | 221-223               | Zhangwu                                                            | 章武                                                               | zhang1 wu3                                                         | 221-223                                                            |
| Hou Zhu | 後主                        | hou4 xhu3                   | 劉禪                  | Liu Shan              | 223-263               | Jianxing                                                           | 建興                                                               | jian4 xing1                                                        | 223-237                                                            |
| Hou Zhu | 後主                        | hou4 xhu3                   | 劉禪                  | Liu Shan              | 223-263               | Yanxi                                                              | 延熙                                                               | yan2 xi1                                                           | 238-257                                                            |
| Hou Zhu | 後主                        | hou4 xhu3                   | 劉禪                  | Liu Shan              | 223-263               | Jingyao                                                            | 景耀                                                               | jing3 yao4                                                         | 258-263                                                            |
| Hou Zhu | 後主                        | hou4 xhu3                   | 劉禪                  | Liu Shan              | 223-263               | Yanxing                                                            | 炎興                                                               | yan2 xing1                                                         | 263                                                                |
| Wu 222-280 |                             |                             |                       |                       |                       |                                                                    |                                                                    |                                                                    |                                                                    |
| Convenzione cinese: usare il nome personale                                                                           |                             |                             |                       |                       |                       |                                                                    |                                                                    |                                                                    |                                                                    |
| Da Di | 大帝                        | da4 di4                     | 孫權                  | Sun Quan              | 222-252               | Huangwu                                                            | 黃武                                                               | huang2 wu3                                                         | 222-229                                                            |
| Da Di | 大帝                        | da4 di4                     | 孫權                  | Sun Quan              | 222-252               | Huanglong                                                          | 黃龍                                                               | huang2 long2                                                       | 229-231                                                            |
| Da Di | 大帝                        | da4 di4                     | 孫權                  | Sun Quan              | 222-252               | Jiahe                                                              | 嘉禾                                                               | jia1 he2                                                           | 232-238                                                            |
| Da Di | 大帝                        | da4 di4                     | 孫權                  | Sun Quan              | 222-252               | Chiwu                                                              | 赤烏                                                               | chi4 wu1                                                           | 238-251                                                            |
| Da Di | 大帝                        | da4 di4                     | 孫權                  | Sun Quan              | 222-252               | Taiyuan                                                            | 太元                                                               | tai4 yuan2                                                         | 251-252                                                            |
| Da Di | 大帝                        | da4 di4                     | 孫權                  | Sun Quan              | 222-252               | Shenfeng                                                           | 神鳳                                                               | shen2 feng4                                                        | 252                                                                |
| Kuai ji wang | 會稽王                      | kuai4 ji1 wang2             | 孫亮                  | Sun Liang             | 252-258               | Jianxing                                                           | 建興                                                               | jian4 xing1                                                        | 252-253                                                            |
| Kuai ji wang | 會稽王                      | kuai4 ji1 wang2             | 孫亮                  | Sun Liang             | 252-258               | Wufeng                                                             | 五鳳                                                               | wu3 feng4                                                          | 254-256                                                            |
| Kuai ji wang | 會稽王                      | kuai4 ji1 wang2             | 孫亮                  | Sun Liang             | 252-258               | Taiping                                                            | 太平                                                               | tai4 ping2                                                         | 256-258                                                            |
| Jing Di | 景帝                        | jing3 di4                   | 孫休                  | Sun Xiu               | 258-264               | Yongan                                                             | 永安                                                               | yong3 an1                                                          | 258-264                                                            |
| Wu Cheng Hou | 烏程侯                      | wu1 cheng2 hou2             | 孫皓                  | Sun Hao               | 264-280               | Yuanxing                                                           | 元興                                                               | yuan2 xing1                                                        | 264-265                                                            |
| Wu Cheng Hou | 烏程侯                      | wu1 cheng2 hou2             | 孫皓                  | Sun Hao               | 264-280               | Ganlu                                                              | 甘露                                                               | gan1 lu4                                                           | 265-266                                                            |
| Wu Cheng Hou | 烏程侯                      | wu1 cheng2 hou2             | 孫皓                  | Sun Hao               | 264-280               | Baoding                                                            | 寶鼎                                                               | bao3 ding3                                                         | 266-269                                                            |
| Wu Cheng Hou | 烏程侯                      | wu1 cheng2 hou2             | 孫皓                  | Sun Hao               | 264-280               | Jianheng                                                           | 建衡                                                               | jian4 heng2                                                        | 269-271                                                            |
| Wu Cheng Hou | 烏程侯                      | wu1 cheng2 hou2             | 孫皓                  | Sun Hao               | 264-280               | Fenghuang                                                          | 鳳凰                                                               | feng4 huang2                                                       | 272-274                                                            |
| Wu Cheng Hou | 烏程侯                      | wu1 cheng2 hou2             | 孫皓                  | Sun Hao               | 264-280               | Tiance                                                             | 天冊                                                               | tian1 ce4                                                          | 275-276                                                            |
| Wu Cheng Hou | 烏程侯                      | wu1 cheng2 hou2             | 孫皓                  | Sun Hao               | 264-280               | Tianxi                                                             | 天璽                                                               | tian1 xi3                                                          | 276                                                                |
| Wu Cheng Hou | 烏程侯                      | wu1 cheng2 hou2             | 孫皓                  | Sun Hao               | 264-280               | Tianji                                                             | 天紀                                                               | tian1 ji4                                                          | 277-280                                                            |

## Dinastia Jin
| Nome postumo (shi hao 諡號)                     | Nome postumo (shi hao 諡號) | Nome postumo (shi hao 諡號) | Nome personale | Nome personale | Nome personale    | Anni di regno | Nome dell'era (nian hao 年號) ed intervallo di anni corrispondente | Nome dell'era (nian hao 年號) ed intervallo di anni corrispondente | Nome dell'era (nian hao 年號) ed intervallo di anni corrispondente | Nome dell'era (nian hao 年號) ed intervallo di anni corrispondente |
| ----------------------------------------------- | --------------------------- | --------------------------- | -------------- | -------------- | ----------------- | ------------- | ------------------------------------------------------------------ | ------------------------------------------------------------------ | ------------------------------------------------------------------ | ------------------------------------------------------------------ |
| Convenzione cinese: "Jin" + nome postumo + "di" |                             |                             |                |                |                   |               |                                                                    |                                                                    |                                                                    |                                                                    |
| Dinastia Jin occidentale (Xi) 265-317           |                             |                             |                |                |                   |               |                                                                    |                                                                    |                                                                    |                                                                    |
| Wu Di                                           | 武帝                        | wu3 di4                     | Sima Yan       | 司馬炎         | si1 ma3 yan2      | 265-290       | Taishi                                                             | 泰始                                                               | tai4 shi3                                                          | 265-274                                                            |
| Wu Di                                           | 武帝                        | wu3 di4                     | Sima Yan       | 司馬炎         | si1 ma3 yan2      | 265-290       | Xianning                                                           | 咸寧                                                               | xian2 ning2                                                        | 275-280                                                            |
| Wu Di                                           | 武帝                        | wu3 di4                     | Sima Yan       | 司馬炎         | si1 ma3 yan2      | 265-290       | Taikang                                                            | 太康                                                               | tai4 kang1                                                         | 280-289                                                            |
| Wu Di                                           | 武帝                        | wu3 di4                     | Sima Yan       | 司馬炎         | si1 ma3 yan2      | 265-290       | Taixi                                                              | 太熙                                                               | tai4 xi1                                                           | 290                                                                |
| Hui Di                                          | 惠帝                        | hui4 di4                    | Sima Zhong     | 司馬衷         | si1 ma3 zhong1    | 290-306       | Yongxi                                                             | 永熙                                                               | yong3 xi1                                                          | 290                                                                |
| Hui Di                                          | 惠帝                        | hui4 di4                    | Sima Zhong     | 司馬衷         | si1 ma3 zhong1    | 290-306       | Yongping                                                           | 永平                                                               | yong3 ping                                                         | 291                                                                |
| Hui Di                                          | 惠帝                        | hui4 di4                    | Sima Zhong     | 司馬衷         | si1 ma3 zhong1    | 290-306       | Yuankang                                                           | 元康                                                               | yuan2 kang1                                                        | 291-299                                                            |
| Hui Di                                          | 惠帝                        | hui4 di4                    | Sima Zhong     | 司馬衷         | si1 ma3 zhong1    | 290-306       | Yongkang                                                           | 永康                                                               | yong3 kang1                                                        | 300-301                                                            |
| Hui Di                                          | 惠帝                        | hui4 di4                    | Sima Zhong     | 司馬衷         | si1 ma3 zhong1    | 290-306       | Yongning                                                           | 永寧                                                               | yong3 ning2                                                        | 301-302                                                            |
| Hui Di                                          | 惠帝                        | hui4 di4                    | Sima Zhong     | 司馬衷         | si1 ma3 zhong1    | 290-306       | Taian                                                              | 太安                                                               | tai4 an1                                                           | 302-303                                                            |
| Hui Di                                          | 惠帝                        | hui4 di4                    | Sima Zhong     | 司馬衷         | si1 ma3 zhong1    | 290-306       | Yongan                                                             | 永安                                                               | yong3 an1                                                          | 304                                                                |
| Hui Di                                          | 惠帝                        | hui4 di4                    | Sima Zhong     | 司馬衷         | si1 ma3 zhong1    | 290-306       | Jianwu                                                             | 建武                                                               | jian4 wu3                                                          | 304                                                                |
| Hui Di                                          | 惠帝                        | hui4 di4                    | Sima Zhong     | 司馬衷         | si1 ma3 zhong1    | 290-306       | Yongan                                                             | 永安                                                               | yong3 an1                                                          | 304                                                                |
| Hui Di                                          | 惠帝                        | hui4 di4                    | Sima Zhong     | 司馬衷         | si1 ma3 zhong1    | 290-306       | Yongxing                                                           | 永興                                                               | yong3 xing1                                                        | 304-306                                                            |
| Hui Di                                          | 惠帝                        | hui4 di4                    | Sima Zhong     | 司馬衷         | si1 ma3 zhong1    | 290-306       | Guangxi                                                            | 光熙                                                               | guang1 xi1                                                         | 306                                                                |
| Huai Di                                         | 懷帝                        | huai2 di4                   | Sima Chi       | 司馬熾         | si1 ma3 chi4      | 307-311       | Yongjia                                                            | 永嘉                                                               | yong3 jia1                                                         | 307-313                                                            |
| Min Di                                          | 愍帝                        | min3 di4                    | Sima Ye        | 司馬鄴         | si1 ma3 ye4       | 313-317       | Jianxing                                                           | 建興                                                               | jian4 xing1                                                        | 313-317                                                            |
| Dinastia Jin orientale (Dong) 317-420           |                             |                             |                |                |                   |               |                                                                    |                                                                    |                                                                    |                                                                    |
| Yuan Di                                         | 元帝                        | yuan2 di4                   | Sima Rui       | 司馬睿         | si1 ma3 rui4      | 317-322       | Jianwu                                                             | 建武                                                               | jian4 wu3                                                          | 317-318                                                            |
| Yuan Di                                         | 元帝                        | yuan2 di4                   | Sima Rui       | 司馬睿         | si1 ma3 rui4      | 317-322       | Daxing                                                             | 大興                                                               | da4 xing1                                                          | 318-321                                                            |
| Yuan Di                                         | 元帝                        | yuan2 di4                   | Sima Rui       | 司馬睿         | si1 ma3 rui4      | 317-322       | Yongchang                                                          | 永昌                                                               | yong3 chang3                                                       | 321-322                                                            |
| Ming Di                                         | 明帝                        | ming2 di4                   | Sima Shao      | 司馬紹         | si1 ma3 shao4     | 322-325       | Yongchang                                                          | 永昌                                                               | yong3 chang3                                                       | 322-323                                                            |
| Ming Di                                         | 明帝                        | ming2 di4                   | Sima Shao      | 司馬紹         | si1 ma3 shao4     | 322-325       | Taining                                                            | 太寧                                                               | tai4 ning2                                                         | 323-325                                                            |
| Cheng Di                                        | 成帝                        | cheng2 di4                  | Sima Yan       | 司馬衍         | si1 ma3 yan3      | 325-342       | Taining                                                            | 太寧                                                               | tai4 ning2                                                         | 325                                                                |
| Cheng Di                                        | 成帝                        | cheng2 di4                  | Sima Yan       | 司馬衍         | si1 ma3 yan3      | 325-342       | Xianhe                                                             | 咸和                                                               | xian2 he2                                                          | 326-334                                                            |
| Cheng Di                                        | 成帝                        | cheng2 di4                  | Sima Yan       | 司馬衍         | si1 ma3 yan3      | 325-342       | Xiankang                                                           | 咸康                                                               | xian2 kang1                                                        | 335-342                                                            |
| Kang Di                                         | 康帝                        | kang1 di4                   | Sima Yue       | 司馬岳         | si1 ma3 yue4      | 342-344       | Jianyuan                                                           | 建元                                                               | jian4 yuan2                                                        | 343-344                                                            |
| Mu Di                                           | 穆帝                        | mu4 di4                     | Sima Dan       | 司馬聃         | si1 ma3 dan1      | 345-361       | Yonghe                                                             | 永和                                                               | yong3 he2                                                          | 345-356                                                            |
| Mu Di                                           | 穆帝                        | mu4 di4                     | Sima Dan       | 司馬聃         | si1 ma3 dan1      | 345-361       | Shengping                                                          | 升平                                                               | sheng1 ping2                                                       | 357-361                                                            |
| Ai Di                                           | 哀帝                        | ai1 di4                     | Sima Pi        | 司馬丕         | si1 ma3 pi1       | 361-365       | Longhe                                                             | 隆和                                                               | long2 he2                                                          | 362-363                                                            |
| Ai Di                                           | 哀帝                        | ai1 di4                     | Sima Pi        | 司馬丕         | si1 ma3 pi1       | 361-365       | Xingning                                                           | 興寧                                                               | xing1 ning2                                                        | 363-365                                                            |
| Fei Di                                          | 海西公                      | hai3 xi1 gong1              | Sima Yi        | 司馬奕         | si1 ma3 yi4       | 365-371       | Taihe                                                              | 太和                                                               | tai4 he2                                                           | 365-371                                                            |
| Jian Wen Di                                     | 簡文帝                      | jian3 wen2 di4              | Sima Yu        | 司馬昱         | si1 ma3 yu4       | 371-372       | Xianan                                                             | 咸安                                                               | xian2 an1                                                          | 371-372                                                            |
| Xiao Wu Di                                      | 孝武帝                      | xiao4 wu3 di4               | Sima Yao       | 司馬曜         | si1 ma3 yao4      | 372-396       | Ningkang                                                           | 寧康                                                               | ning2 kang1                                                        | 373-375                                                            |
| Xiao Wu Di                                      | 孝武帝                      | xiao4 wu3 di4               | Sima Yao       | 司馬曜         | si1 ma3 yao4      | 372-396       | Taiyuan                                                            | 太元                                                               | tai4 yuan2                                                         | 376-396                                                            |
| An Di                                           | 安帝                        | an1 di4                     | Sima De Zong   | 司馬德宗       | si1 ma3 de2 zong1 | 396-418       | Longan                                                             | 隆安                                                               | long2 an1                                                          | 397-401                                                            |
| An Di                                           | 安帝                        | an1 di4                     | Sima De Zong   | 司馬德宗       | si1 ma3 de2 zong1 | 396-418       | Yuanxing                                                           | 元興                                                               | yuan2 xing1                                                        | 402-404                                                            |
| An Di                                           | 安帝                        | an1 di4                     | Sima De Zong   | 司馬德宗       | si1 ma3 de2 zong1 | 396-418       | Yixi                                                               | 義熙                                                               | yi4 xi1                                                            | 405-418                                                            |
| Gong Di                                         | 恭帝                        | gong1 di4                   | Sima De Wen    | 司馬德文       | si1 ma3 de2 wen2  | 419-420       | Yuanxi                                                             | 元熙                                                               | yuan2 xi1                                                          | 419-420                                                            |

## Periodo dei Sedici Regni
| Nome templare (miao hao 廟號 miao4 hao4)                                                                           | Nome postumo (shi hao 諡號 )                                                         | Nome personale                 | Anni di regno                                | Nome dell'era (nian hao 年號) ed intervallo di anni corrispondente                                                                                |
| --- | ------------------------------------------------------------------------------------ | ------------------------------ | -------------------------------------------- | --- |
| Convenzione: usare il nome personale                                                                               |                                                                                      |                                |                                              | |
| Impero Han-Zhao 304-329 (menzionati separatamente nei testi tradizionali come Impero Han ed Impero Zhao Anteriori) |                                                                                      |                                |                                              | |
| Impero Han 304-318                                                                                                 |                                                                                      |                                |                                              | |
| Gao Zu (高祖 gao1 zu3)                                                                                             | Guang Wen Di (光文帝 guang1 wen2 di4)                                                | 劉淵 liu2 yuan1                | 304-310                                      | Jianxing (建興 jian4 xing1) 304-308 Yongfeng (永鳳 yong3 feng4) 308-309 Herui (河瑞 he2 rui4) 309-310                                             |
| Non esisteva | Liang Wang (梁王 liang2 wang2)                                                       | 劉和 liu2 he2                  | 7 giorni nel 310                             | Non esisteva |
| Lie Zong (烈宗 lie4 zong1)                                                                                         | Zhao Wu Di (昭武帝 zhao1 wu3 di4)                                                    | 劉聰 liu2 cong1                | 310-318                                      | Guangxing (光興 guang1 xing1) 310-311 Jiaping (嘉平 jia1 ping2) 311-315 Jianyuan (建元 jian4 yuan2) 315-316 Linjia (麟嘉 lin2 jia1) 316-318       |
| Non esisteva | Yin Di (隱帝 yin3 di4)                                                               | 劉粲 liu2 can4                 | un mese e alcuni giorni nel 318              | Hanchang (漢昌 han4 chang1) 318 |
| Impero Qian Zhao (Zhao Anteriori) 318-329                                                                          |                                                                                      |                                |                                              | |
| Non esisteva | Hou Zhu (後主 hou4 xhu3)                                                             | 劉曜 liu2 yao4                 | 318-329                                      | Guangchu (光初 guang1 chu1) 318-329 |
| Impero Hou Zhao (Zhao Posteriori) 319-351                                                                          |                                                                                      |                                |                                              | |
| Gao Zu (高祖 gao1 zu3)                                                                                             | Ming Di (明帝 ming2 di4)                                                             | 石勒 shi2 le4                  | 319-333                                      | Zhaowang (趙王 zhao4 wang2) 319-328 Taihe (太和 tai4 he2) 328-330 Jianping (建平 jian4 ping2) 330-333                                             |
| Non esisteva | Hai Yang Wang (海陽王 hai3 yang2 wang2)                                              | 石弘 shi2 hong2                | 333-334                                      | Jianping (建平 jian4 ping2) 333 Yanxi (延熙 yan2 xi1) 334                                                                                         |
| Tai Zu (太祖 tai4 zu3)                                                                                             | Wu Di (武帝 wu3 di4)                                                                 | 石虎 shi2 hu3                  | 334-349                                      | Jianwu (建武 jian4 wu3) 334-349 Taining (太寧 tai4 ning2) 349                                                                                     |
| Non esisteva | Qiao Wang (譙王 qiao2 wang2)                                                         | 石世 shi2 shi4                 | 73 giorni nel 349                            | Taining (太寧 tai4 ning2) 73 giorni nel 349 |
| Non esisteva | Pang Cheng Wang (彭城王 pang2 cheng2 wang2)                                          | 石遵 shi2 zun1                 | 183 giorni nel 349                           | Taining (太寧 tai4 ning2) 183 giorni nel 349 |
| Non esisteva | Yi Yang Wang (義陽王 yi4 yang2 wang2)                                                | 石鑒 shi2 jian4                | 103 giorni nel 349-350                       | Qinglong (青龍 qing1 long2) 103 giorni nel 349-350                                                                                                |
| Non esisteva | Xin Xing Wang (新興王 xin1 xing1 wang2)                                              | 石祗 shi2 zhi1                 | 350-351                                      | Yongning (永寧 yong3 ning2) 349-350 |
| Impero Cheng-Han 303-347 (menzionati separatamente nei testi tradizionali come Impero Cheng ed Impero Han)         |                                                                                      |                                |                                              | |
| Impero Cheng 303-338                                                                                               |                                                                                      |                                |                                              | |
| Shi Zu (始祖 shi3 zu3) o Shi Zu (世祖 shi4 zu3)                                                                    | Jing Di (景帝 jing3 di4)                                                             | 李特 li3 te4                   | 303                                          | Jianchu (建初 jian4 chu1) o Jingchu (景初 jing3 chu1) 303                                                                                         |
| Non esisteva | Qin Wen Wang (秦文王 qin2 wen2 wang2)                                                | 李流 li3 liu2                  | vari mesi nel 303                            | Non esisteva |
| Tai Zong (太宗 tai4 zong1)                                                                                         | Wu Di (武帝 wu3 di4)                                                                 | 李雄 li3 xiong2                | 303-334                                      | Jianxing (建興 jian4 xing1) 303-305 Yanping (晏平 yan4 ping2) 305-311 Yuheng (玉衡 yu4 heng2) 311-334                                             |
| Non esisteva | Ai Di (哀帝 ai1 si4)                                                                 | 李班 li3 ban1                  | 7 mesi nel 334                               | Yuheng (玉衡 yu4 heng2) 7 mesi nel 334 |
| Non esisteva | You Gong (幽公 you1 gong1)                                                           | 李期 li3 qi1                   | 334-338                                      | Yuheng (玉恆 yu4 heng2) 334-338 |
| Impero Han 338-347                                                                                                 |                                                                                      |                                |                                              | |
| Zhong Zong (中宗 zhong1 zong1)                                                                                     | Zhao Wen Di (昭文帝 zhao1 wen2 di4)                                                  | 李壽 li3 shou4                 | 338-343                                      | Hanxing (漢興 han4 xing1) 338-343 |
| Non esisteva | Gui Yi Hou (歸義侯 gui1 yi4 hou2)                                                    | 李勢 li3 shi4                  | 343-347                                      | Taihe (太和 tai4 he2) 343-346 Jianing (嘉寧 jia1 ning2) 346-347                                                                                   |
| Impero Qian Yan (Yan Anteriori) 337-370                                                                            |                                                                                      |                                |                                              | |
| Tai Zu (太祖 tai4 zu3)                                                                                             | Wen Ming Di (文明帝 wen2 ming2 di4)                                                  | 慕容皝 mu4 rong2 huang3        | 337-348                                      | Yanwang (燕王 yan4 wang2) 337-348 |
| Lie Zong (烈宗 lie4 zong1)                                                                                         | Jing Zhao Di (景昭帝 jing3 zhao1 di4)                                                | 慕容俊 mu4 rong2 jun4          | 348-360                                      | Yanwang (燕王 yan4 wang2) 348-353 Yuanxi (元璽 yuan2 xi3) 353-357 Shengping (升平 sheng1 ping2) 357 Guangshou (光壽 gunag1 shou4) 357-360         |
| Non esisteva | You Di (幽帝 you1 di4)                                                               | 慕容暐 mu4 rong2 wei3          | 360-370                                      | Jianxi (建熙 jian4 xi1) 360-365 Jianyuan (建元 jian4 yuan2) 365-370                                                                               |
| Impero Hou Yan (Yan Posteriori) 384-407                                                                            |                                                                                      |                                |                                              | |
| Shi Zu (世祖 shi4 zu3)                                                                                             | Wu Cheng Di (武成帝 wu3 cheng2 di4)                                                  | 慕容垂 mu4 rong2 chui2         | 384-396                                      | Yanyuan (燕王 yan4 wang2) 384-385 Jianxing (建興 jian4 xing1) 386-396                                                                             |
| Lie Zong (烈宗 lie4 zong1)                                                                                         | Hui Min Di (惠愍帝 hui4 min3 di4)                                                    | 慕容寶 mu4 rong2 bao3          | 396-398                                      | Yongkang (永康 yong3 kang1) 396-398 |
| Zhong Zong (中宗 zhong1 zong1)                                                                                     | Zhao Wu Di (昭武帝 zhao1 wu3 di4)                                                    | 慕容盛 mu4 rong2 sheng4        | 398-401                                      | Jianping (建平 jian4 ping2) 398 Changluo (長樂 chang2 le4) 399-401                                                                                |
| Non esisteva | Zhao Wen Di (昭文帝 zhao1 wen2 di4)                                                  | 慕容熙 mu4 rong2 xi1           | 401-407                                      | Guangshi (光始 guang1 shi3) 401-406 Jianshi (建始 jian4 shi3) 407                                                                                 |
| Impero Nan Yan (Yan Meridionali) 398-410                                                                           |                                                                                      |                                |                                              | |
| Shi Zong (世宗 shi4 zong1)                                                                                         | Xian Wu Di (獻武帝 xian4 wu3 di4)                                                    | 慕容德 mu4 rong2 de2           | 398-405                                      | Yanwang (燕王 yan4 wang2) 398-400 Jianping (建平 jian4 ping2) 400-405                                                                             |
| Non esisteva | Hou Zhu (後主 hou4 xhu3)                                                             | 慕容超 mu4 rong2 chao1         | 405-410                                      | Taishang (太上 tai4 shang4) 405-410 |
| Impero Bei Yan (Yan Settentrionali) 407-436                                                                        |                                                                                      |                                |                                              | |
| Non esisteva | Hui Yi Di (惠懿帝 hui4 yi4 di4)                                                      | 高雲 gao1 yun2                 | 407-409                                      | Zhengshi (正始 zheng4 shi3) 407-409 |
| Tai Zu (太祖 tai4 zu3)                                                                                             | Wen Cheng Di (文成帝 wen2 cheng2 di4)                                                | 馮跋 feng2 ba2                 | 409-430                                      | Taiping (太平 tai4 ping2) 409-430 |
| Non esisteva | Zhao Cheng Di (昭成帝 zhao1 cheng2 di4)                                              | 馮弘 feng2 hong2               | 430-436                                      | Daxing (大興 da4 xing1) 430-436 |
| Regno Qian Liang (Liang Anteriori) 320-376                                                                         |                                                                                      |                                |                                              | |
| Non esisteva | Cheng Gong (成公 cheng2 gong1)                                                       | 張茂 zhang1 mao4               | 320-324                                      | Jianxing (建興 jian4 xing1) 320-324 |
| Non esisteva | Zhong Cheng Gong (忠成公 zhong1 cheng2 gong1)                                        | 張駿 zhang1 jun4               | 324-346                                      | Jianxing (建興 jian4 xing1) 324-346 |
| Non esisteva | Huan Gong (桓公 huan2 gong1)                                                         | 張重華 zhang1 chong2 hua2      | 346-353                                      | Jianxing (建興 jian4 xing1) 346-353 |
| Non esisteva | Ai Gong (哀公 ai1 gong1)                                                             | 張曜靈 zhang1 yao4 ling2       | 3 mesi (dal nono al dodicesimo mese) nel 353 | Jianxing (建興 jian4 xing1) 353 |
| Non esisteva | Wei Wang (威王 wei1 wang2)                                                           | 張祚 zhang1 zuo4               | 353-355                                      | Jianxing (建興 jian4 xing1) 353-354 Heping (和平 he2 ping2) 354-355                                                                               |
| Non esisteva | Jing Dao Gong (敬悼公 jing4 dao4 gong1) o Chong Gong (沖公 chong1 gong1)             | 張玄靖 zhang1 xuan2 jing4      | 355-363                                      | Jianxing (建興 jian4 xing1) 355-361 Shengping (升平 sheng1 ping2) 361-363                                                                         |
| Non esisteva | Dao Gong (悼公 dao4 gong1)                                                           | 張天錫 zhang1 tian1 xi2        | 364-376                                      | Shengping (升平 sheng1 ping2) 364-376 |
| Regno Hou Liang (Liang Posteriori) 386-403                                                                         |                                                                                      |                                |                                              | |
| Tai Zu (太祖 tai4 zu3)                                                                                             | Yi Wu Wang (懿武王 yi4 wu3 wang2)                                                    | 呂光 uu3 guang1                | 386-399                                      | Taian (太安 tai4 an1) 386-389 Lunjia (麟嘉 lun2 jia1) 389-396 Longfei (龍飛 long2 fei1) 396-399                                                   |
| Non esisteva | Yin Wang (隱王 yin3 wang2)                                                           | 呂紹 luu3 shao4                | 399                                          | Longfei (龍飛 long2 fei1) 399 |
| Non esisteva | Ling Wang (靈王 ling2 wang2)                                                         | 呂纂 luu3 zuan3                | 399-401                                      | Xianning (咸寧 xian2 ning2) 399-401 |
| Non esisteva | Shang Shu Gong (尚書公 shang4 shu1 gong1) o Jiankang Gong (建康公 jian4 kang1 gong1) | 呂隆 luu3 long2                | 401-403                                      | Shending (神鼎 shen2 ding3) 401-403 |
| Regno Nan Liang (Liang Meridionali) 397-414                                                                        |                                                                                      |                                |                                              | |
| Lie Zu (烈祖 lie4 zu3)                                                                                             | Wu Wang (武王 wu3 wang2)                                                             | 禿髮烏孤 tu1 fa3 wu1 gu1       | 397-399                                      | Taichu (太初 tai4 chu1) 397-399 |
| Non esisteva | Kang Wang (康王 kang1 wang2)                                                         | 禿髮利鹿孤 tu1 fa3 li4 lu4 gu1 | 399-402                                      | Jianhe (建和 jian4 he2) 399-402 |
| Non esisteva | Jing Wang (景王 jing3 wang2) o Jing Wang (敬王 jing4 wang2)                          | 禿髮傉檀 tu1 fa3 li4 ru4 tan2  | 402-414                                      | Hongchang (弘昌 hong2 chang1) 402-404 Jiaping (嘉平 jia1 ping2) 409-414                                                                           |
| Regno Bei Liang (Liang Settentrionali) 397-439 (come Re di Gao Chang 442-460)                                      |                                                                                      |                                |                                              | |
| Non esisteva | Non esisteva                                                                         | 段業 duan4 ye4                 | 397-401                                      | Shen Xi (神璽 shen2 xi3) 397-399 Tian Xi (天璽 tian1 xi3) 399-401                                                                                 |
| Tai Zu (太祖 tai4 zu3)                                                                                             | Wu Xuan Wang (武宣王 wu3 xuan1 wang2)                                                | 沮渠蒙遜 ju3 qu2 meng2 xun4    | 401-433                                      | Yongan (永安 yong3 an1) 401-412 Xuanshi (玄始 xuan2 shi3) 412-428 Chengxuan (承玄 cheng2 xuan2) 428-430 Yihe (義和 yi4 he2) 430-433               |
| Non esisteva | Ai Wang (哀王 ai1 wang2)                                                             | 沮渠牧犍 ju3 qu2 mu4 jian1     | 433-439                                      | Yonghe (永和 yong3 he2) 433-439 |
| Non esisteva | Non esisteva                                                                         | 沮渠無諱 ju3 qu2 wu2 hui4      | 442-444                                      | Chengping (承平 cheng2 ping2) 442-443 Qianshou (乾壽 qian2 shou4) 443-444                                                                         |
| Non esisteva | Non esisteva                                                                         | 沮渠安周 ju3 qu2 an1 zhou1     | 444-460                                      | Chengping (承平 cheng2 ping2) 444-460 |
| Regno Xi Liang (Liang Occidentali) 400-421                                                                         |                                                                                      |                                |                                              | |
| Tai Zu (太祖 tai4 zu3)                                                                                             | Wu Zhao Wang (武昭王 wu3 zhao1 wang2)                                                | 李暠 li3 gao3                  | 400-417                                      | Gengzi (庚子 geng1 zi5) 400-405 Jianchu (建初 jian4 chu1) 406-416                                                                                 |
| Non esisteva | Hou Zhu (後主 hou4 xhu3)                                                             | 李歆 li3 xin1                  | 417-420                                      | Jiaxing (嘉興 jia1 xing1) 417-420 |
| Non esisteva | Hou Zhu (後主 hou4 xhu3)                                                             | 李恂 li3 xun2                  | 420-421                                      | Yongjian (永建 yong3 jian4) 420-421 |
| Impero Qian Qin (Qin Anteriori) 351-394                                                                            |                                                                                      |                                |                                              | |
| Gao Zu (高祖 gao1 zu3)                                                                                             | Jing Ming Di (景明帝 jing3 ming2 di4)                                                | 苻健 fu2 jian4                 | 351-355                                      | Huangshi (皇始 huang2 shi3) 351-355 |
| Non esisteva | Li Wang (厲王 li4 wang2)                                                             | 苻生 fu2 sheng1                | 355-357                                      | Shouguang (壽光 shou4 guang1) 355-357 |
| Shi Zu (世祖 shi4 zu3)                                                                                             | Xuan Zhao Di (宣昭帝 xuan1 zhao1 di4)                                                | 苻堅 fu2 jian1                 | 357-385                                      | Yongxing (永興 yong3 xing1) 357-359 Ganlu (甘露 gan1 lu4) 359-364 Jianyuan (建元 jian4 yuan2) 365-385                                             |
| Non esisteva | Ai Ping Di (哀平帝 ai1 ping2 di4)                                                    | 苻丕 fu2 pi1                   | 385-386                                      | Taian (太安 tai4 an1) 385-386 |
| Tai Zong (太宗 tai4 zong1)                                                                                         | Gao Di (高帝 gao1 di4)                                                               | 苻登 fu2 deng1                 | 386-394                                      | Taichu (太初 tai4 chu1) 385-394 |
| Non esisteva | Hou Zhu (後主 hou4 xhu3)                                                             | 苻崇 fu2 chong2                | several months in 394                        | Yanchu (延初 yan2 chu1) 394 |
| Impero Hou Qin (Qin Posteriori) 384-417                                                                            |                                                                                      |                                |                                              | |
| Tai Zu (太祖 tai4 zu3)                                                                                             | Wu Zhao Di (武昭帝 wu3 zhao1 di4)                                                    | 姚萇 yao2 chang2               | 384-393                                      | Bai Que (白雀 bai2 que4) 384-386 Jianchu (建初 jian4 chu1) 386-393                                                                                |
| Gao Zu (高祖 gao1 zu3)                                                                                             | Wen Huan Di (文桓帝 wen2 huan2 di4)                                                  | 姚興 yao2 xing1                | 394-416                                      | Huangchu (皇初 huang2 chu1) 394-399 Hongshi (弘始 hong2 shi3) 399-416                                                                             |
| Non esisteva | Hou Zhu (後主 hou4 xhu3)                                                             | 姚泓 yao2 hong2                | 416-417                                      | Yonghe (永和 yong3 he2) 416-417 |
| Regno Xi Qin (Qin Occidentali) 385-400,409-431                                                                     |                                                                                      |                                |                                              | |
| Lie Zu (烈祖 lie4 zu3)                                                                                             | Xuan Lie Wang (宣烈王 xuan1 lie4 wang2)                                              | 乞伏國仁 qi3 fu2 guo2 ren2     | 385-388                                      | Jianyi (建義 jian4 yi4) 385-388 |
| Gao Zu (高祖 gao1 zu3)                                                                                             | Wu Yuan Wang (武元王 wu3 yuan2 wang2)                                                | 乞伏乾歸 qi3 fu2 gan1 gui1     | 388-400,409-412                              | Taichu (太初 tai4 chu1) 388-400 Gengshi (更始 geng4 shi3) 409-412                                                                                 |
| Tai Zu (太祖 tai4 zu3)                                                                                             | Wen Zhao Wang (文昭王 wen2 zhao1 wang2)                                              | 乞伏熾磐 qi3 fu2 chi4 pan2     | 412-428                                      | Yongkang (永康 yong3 kang1) 412-419 Jianhong (建弘 jian4 hong2) 420-428                                                                           |
| Non esisteva | Hou Zhu (後主 hou4 xhu3)                                                             | 乞伏暮末 qi3 fu2 mu4 mo4       | 428-431                                      | Yonghong (永弘 yong3 hong2) 428-431 |
| Impero Xia 407-431                                                                                                 |                                                                                      |                                |                                              | |
| Shi Zu (世祖 shi4 zu3)                                                                                             | Wu Lie Di (武烈帝 wu3 lie4 di4)                                                      | 赫連勃勃 he4 lian2 bo2 bo2     | 407-425                                      | Longsheng (龍升 long2 sheng1) 407-413 Fengxiang (鳳翔 feng4 xiang2) 413-418 Changwu (昌武 chang1 wu3) 418-419 Zhenxing (真興 chen1 xing1) 419-425 |
| Non esisteva | Qin Wang (秦王 qin2 wang2)                                                           | 赫連昌 he4 lian2 chang1        | 425-428                                      | Chengguang (承光 cheng2 guang1) 425-428 |
| Non esisteva | Ping Yuan Wang (平原王 ping2 yuan2 wang2)                                            | 赫連定 he4 lian2 ding4         | 428-431                                      | Shengguang (勝光 sheng4 guang1) 425-428 |

### Sovranità istituite da Wu Hu
| Nome postumo (shi hao 諡號) | Nome personale                                                      | Periodo dei regni                                | Nome dell'era (nian hao 年號) ed intervallo di anni corrispondente  |
| --- | ------------------------------------------------------------------- | ------------------------------------------------ | ------------------------------------------------------------------- |
| Convenzione cinese: usare il nome personale |                                                                     |                                                  |                                                                     |
| Regno Ran Wei 350 - 352 (menzionato come Regno Wei nei testi tradizionali) |                                                                     |                                                  |                                                                     |
| Wu Dao Tian Wang (武道天王 wu3 dao4 tian1 wang2) | 冉閔 ran3 min3                                                      | 350 - 352                                        | Yongxing (永興 yong3 xing1) 350 - 352                               |
| Impero Xi Yan (Yan Occidentali) 384-394 |                                                                     |                                                  |                                                                     |
| Wei Di (威帝 wei1 di4) | 慕容泓 mu4 rong2 hong2                                              | 384                                              | Yanxing (燕興 yan4 xing1) 384                                       |
| Non esisteva | 慕容沖 mu4 rong2 chong1                                             | 384 - 386                                        | Yanxing (燕興 yan4 xing1) 384-385 Gengshi (更始 geng4 shi3) 385-386 |
| Non esisteva | 段隨 duan4 sui2                                                     | 386                                              | Changping (昌平 chang1 ping2) 386                                   |
| Non esisteva | 慕容韜 mu4 rong2 tao1                                               | 386                                              | Jianming (建明 jian4 ming2) 386                                     |
| Non esisteva | 慕容瑤 mu4 rong2 yao2                                               | 386                                              | Jianping (建平 jian4 ping2) 386                                     |
| Non esisteva | 慕容忠 mu4 rong2 zhong1                                             | 386                                              | Jianwu (建武 jian4 wu3) 386                                         |
| Non esisteva | 慕容永 mu4 rong2 yong3                                              | 386 - 394                                        | Zhongxing (中興 zhong1 xing1) 386-394                               |
| Regno Shu 405 - 413 |                                                                     |                                                  |                                                                     |
| Cheng Du Wang (成都王 cheng2 du1 wang2) | 譙縱 qiao2 zong4                                                    | 405 - 413                                        | Non esisteva                                                        |
| Capi della Tribù Tiefu (metà III secolo-391) |                                                                     |                                                  |                                                                     |
| Non esisteva | 劉去卑 liu2 qu4 bei1                                                | metà III secolo                                  | Non esisteva                                                        |
| Non esisteva | 劉誥升爰 liu2 gao4 sheng1 yuan2                                     | metà III secolo - fine III secolo                | Non esisteva                                                        |
| Non esisteva | 劉虎 liu2 hu3                                                       | inizio IV secolo (309?) - 341                    | Non esisteva                                                        |
| Non esisteva | 劉務恒 liu2 wu4 heng2                                               | 341 - 356                                        | Non esisteva                                                        |
| Non esisteva | 劉閼陋頭 liu2 e4 lou4 tou2                                          | 356 - 358                                        | Non esisteva                                                        |
| Non esisteva | 劉悉勿祈 liu2 xi1 wu4 qi2                                           | 358 - 359                                        | Non esisteva                                                        |
| Non esisteva | 劉衛辰 liu2 wei4 chen2                                              | 359 - 391                                        | Non esisteva                                                        |
| Capi della Tribù Yuwen (fine III secolo - 345) |                                                                     |                                                  |                                                                     |
| Non esisteva | 宇文莫槐 yu3 wen2 mo4 huai2                                         | fine III secolo - 293                            | Non esisteva                                                        |
| Non esisteva | 宇文普回 yu3 wen2 pu3 hui2 o Yuwen Pu Bo\|宇文普撥 yu3 wen2 pu3 bo1 | 293 – fine III secolo                            | Non esisteva                                                        |
| Non esisteva | 宇文丘不勤 yu3 wen2 qiu1 bu4 qin2                                   | fine III secolo                                  | Non esisteva                                                        |
| Non esisteva | 宇文莫圭 yu3 wen2 mo4 gui1                                          | fine III secolo (299?) - inizio IV secolo (302?) | Non esisteva                                                        |
| Non esisteva | 宇文悉獨官 yu3 wen2 xi1 du2 guan1                                   | inizio III secolo                                | Non esisteva                                                        |
| Non esisteva | 宇文乞得歸 yu3 wen2 qi3 de5 gui1                                    | inizio III secolo - 333                          | Non esisteva                                                        |
| Non esisteva | 宇文逸豆歸 yu3 wen2 yi4 dou4 gui1                                   | 333 - 345                                        | Non esisteva                                                        |
| Duchi di Liaoxi 303 - 338 |                                                                     |                                                  |                                                                     |
| Non esisteva | 段務勿塵 duan4 wu4 wu4 chen2                                        | 303 - 310 o 311                                  | Non esisteva                                                        |
| Non esisteva | 段疾陸眷 duan4 ji2 lu4 juan4                                        | 310 o 311 - 318                                  | Non esisteva                                                        |
| Non esisteva | 段涉復辰 duan4 she4 fu4 chen2                                       | 318                                              | Non esisteva                                                        |
| Non esisteva | 段匹磾 duan4 pi3 di1                                                | 318 - 321                                        | Non esisteva                                                        |
| Non esisteva | 段末柸 duan4 mo4 pei1                                               | 318 - 325                                        | Non esisteva                                                        |
| Non esisteva | 段牙 duan4 ya2                                                      | 325                                              | Non esisteva                                                        |
| Non esisteva | 段遼 duan4 liao2                                                    | 326 - 338                                        | Non esisteva                                                        |
| Capi, duchi e Re di Chouchi, Wuxing e Yinping (fine II secolo - metà VI secolo (555?) ) |                                                                     |                                                  |                                                                     |
| Prima fase di Chouchi (fine II secolo - 371) |                                                                     |                                                  |                                                                     |
| Non esisteva | 楊騰 yang2 teng2                                                    | fine II secolo - inizio III secolo               | Non esisteva                                                        |
| Non esisteva | 楊駒 yang2 ju1                                                      | inizio III secolo                                | Non esisteva                                                        |
| Non esisteva | 楊千萬 yang2 qian1 wan4                                             | inizio III secolo - metà III secolo              | Non esisteva                                                        |
| Non esisteva | 楊飛龍 yang2 fei1 long2                                             | metà III secolo - fine III secolo                | Non esisteva                                                        |
| Non esisteva | 楊茂搜 yang2 mao4 sou1                                              | fine III secolo - 317                            | Non esisteva                                                        |
| Non esisteva | 楊難敵 yang2 nan2 di2                                               | 317 - 334                                        | Non esisteva                                                        |
| Non esisteva | 楊毅 yang2 yi4                                                      | 334 - 337                                        | Non esisteva                                                        |
| Non esisteva | 楊初 yang2 chu1                                                     | 337 - 355                                        | Non esisteva                                                        |
| Non esisteva | 楊國 yang2 guo2                                                     | 355 - 356                                        | Non esisteva                                                        |
| Non esisteva | 楊俊 yang2 jun4                                                     | 356 - 360                                        | Non esisteva                                                        |
| Non esisteva | 楊世 yang2 shi4                                                     | 360 - 370                                        | Non esisteva                                                        |
| Non esisteva | 楊篡 yang2 cuan4                                                    | 370 - 371                                        | Non esisteva                                                        |
| Seconda fase di Chouchi 385 - 473 |                                                                     |                                                  |                                                                     |
| 武王 wu3 wang2 | 楊定 yang2 ding4                                                    | 385 - 394                                        | Non esisteva                                                        |
| 惠文王 hui4 wen2 wang2 | 楊盛 yang2 sheng4                                                   | 394 - 425                                        | Non esisteva                                                        |
| 孝昭王 xiao4 zhao1 wang2 | 楊玄 yang2 xuan2                                                    | 425 - 429                                        | Non esisteva                                                        |
| Non esisteva | 楊保宗 yang2 bao3 zong1                                             | 429 e 443                                        | Non esisteva                                                        |
| Non esisteva | 楊難當 yang2 nan2 dang1                                             | 429 - 441                                        | Jianyi (建義 jian4 yi4) 436 - 440                                   |
| Non esisteva | 楊保熾 yang2 bao3 chi4                                              | 442 - 443                                        | Non esisteva                                                        |
| Non esisteva | 楊文德 yang2 wen2 de2                                               | 443 - 454                                        | Non esisteva                                                        |
| Non esisteva | 楊元和 yang2 yuan2 he2                                              | 455 - 466                                        | Non esisteva                                                        |
| Non esisteva | 楊僧嗣 yang2 seng1 si4                                              | 466 - 473                                        | Non esisteva                                                        |
| Re di Wuxing 473 - 506 e 534 - 555 |                                                                     |                                                  |                                                                     |
| Non esisteva | 楊文度 yang2 wen2 du4                                               | 473 - 477                                        | Non esisteva                                                        |
| Non esisteva | 楊文弘 yang2 wen2 hong2                                             | 477 - 482                                        | Non esisteva                                                        |
| Non esisteva | 楊後起 yang2 hou4 qi3                                               | 482 - 486                                        | Non esisteva                                                        |
| An Wang (安王 an1 wang2) | 楊集始 yang2 ji2 shi3                                               | 482 - 503                                        | Non esisteva                                                        |
| Non esisteva | 楊紹先 yang2 shao4 xian1                                            | 503 - 506, 534 - 535                             | Non esisteva                                                        |
| Non esisteva | 楊智慧 yang2 zhi4 hui4                                              | 535 - 545                                        | Non esisteva                                                        |
| Non esisteva | 楊辟邪 yang2 bi4 xie2                                               | 545 - 553                                        | Non esisteva                                                        |
| Nota: Yang Zhi Hui e Yang Bi Xie potrebbero essere la stessa persona. |                                                                     |                                                  |                                                                     |
| Re di Yinping 477 – metà VI secolo |                                                                     |                                                  |                                                                     |
| Non esisteva | 楊廣香 yang2 guang3 xiang1                                          | 477 - 483?                                       | Non esisteva                                                        |
| Non esisteva | 楊炯 yang2 jiong3                                                   | 483 - 495                                        | Non esisteva                                                        |
| Non esisteva | 楊崇祖 yang2 chong2 zu3                                             | 495 - prima del 502                              | Non esisteva                                                        |
| Non esisteva | 楊孟孫 yang2 meng4 sun1                                             | prima del 502 - 511                              | Non esisteva                                                        |
| Non esisteva | 楊定 yang2 ding4                                                    | 511 - ?                                          | Non esisteva                                                        |
| Capi della Tribù Tuoba 219 - 377 (come Re di Dai 305? - 377) |                                                                     |                                                  |                                                                     |
| Com'è ben noto, la famiglia Tuoba era la famiglia dominante della dinastia Wei settentrionale, fondata da Tuoba Gui. Pertanto la tabella della dinastia Wei settentrionale inizierà con lui, non come continuazione di questa tabella. |                                                                     |                                                  |                                                                     |
| Nota: tutti i capi erano venerati come imperatori a Weishu e Beishi, anche se non lo furono mai. Essi sono stati indicati qui come 王 (wang2) che fu ereditato da tutti i successori di Tuoba Yi Lu.                                   |                                                                     |                                                  |                                                                     |
| 神元王 shen2 yuan2 wang2 | 拓拔力微 tou4 ba2 li4 wei2                                          | 219 - 277                                        | Non esisteva                                                        |
| Nota: il suo nome templare era Shi Zu\|始祖 shi2 zu3. Non è stata creata un'altra colonna in quanto fu il solo capo prima di Tuoba Gui riverito con un nome templare.                                                                  |                                                                     |                                                  |                                                                     |
| 章王 zhang1 wang2 | 拓拔悉鹿 tou4 ba2 xi1 lu4                                           | 277 - 286                                        | Non esisteva                                                        |
| 平王 ping2 wang2 | 拓拔綽 tou4 ba2 chuo4                                               | 286 - 293                                        | Non esisteva                                                        |
| 思王 si1 wang2 | 拓拔弗 tou4 ba2 fu2                                                 | 293 -294                                         | Non esisteva                                                        |
| 昭王 zhao1 wang2 | 拓拔祿官 tou4 ba2 lu4 guan1                                         | 294 - 307                                        | Non esisteva                                                        |
| 穆王 mu4 wang2 | 拓拔猗 (㐌 - 拖 without 手) tou4 ba2 yi1 yi2                        | 295 - 305                                        | Non esisteva                                                        |
| 穆王 mu4 wang2 | 拓拔猗盧 tou4 ba2 yi1 lu2                                           | 295 - 316                                        | Non esisteva                                                        |
| Non esisteva | 拓拔普根 tou4 ba2 pu3 gen1                                          | 316                                              | Non esisteva                                                        |
| Non esisteva | 拓拔? tou4 ba2 ?                                                    | 316                                              | Non esisteva                                                        |
| 平文王 ping2 wen2 wang2 | 拓拔鬱律 tou4 ba2 yu4 luu4                                          | 316 - 321                                        | Non esisteva                                                        |
| 惠王 hui4 wang2 | 拓拔賀傉 tou4 ba2 he4 ru4                                           | 321 - 325                                        | Non esisteva                                                        |
| 煬王 yang2 wang2 | 拓拔紇那 tou4 ba2 he2 na3                                           | 325 - 329 e 335 - 337                            | Non esisteva                                                        |
| 烈王 lie4 wang2 | 拓拔翳槐 tou4 ba2 yi4 huai2                                         | 329-335 and 337-338                              | Non esisteva                                                        |
| 昭成王 zhao1 cheng2 wang2 | 拓拔什翼健 tou4 ba2 shi2 yi4 jian4                                  | 338 - 377                                        | Jianguo (建國 jian4 guo2) 338 - 377                                 |

## Dinastie del Nord e del Sud
| Nome postumo (shi hao 諡號) | Nome personale             | Anni di regno | Nome dell'era (nian hao 年號) ed intervallo di anni corrispondente |
| --- | -------------------------- | ------------- | --- |
| Dinastia del Nord |                            |               | |
| Dinastia Bei Wei (Wei del Nord) 386-535 |                            |               | |
| Convenzione cinese: Bei Wei (Wei del Nord) + nome postumo                                                                                             |                            |               | |
| Com'è ben noto, la famiglia Tuoba cambiò il proprio nome in 元(yuan2) durante il regno di Xiao Wen Di nel 496, per cui anche noi lo combieremo da là. |                            |               | |
| 道武帝 dao4 wu3 di4 | 拓拔珪 tou4 ba2 gui1       | 386-409       | Dengguo (登國 deng1 guo2) 386-396 Huangshi (皇始 huang2 shi3) 396-398 Tianxing (天興 tian1 xing1) 398-404 Tianci (天賜 tian1 ci4) 404-409 |
| 明元帝 ming2 yuan2 di4 | 拓拔嗣 tou4 ba2 si4        | 409-423       | Yongxing (永興 yong3 xing1) 409-413 Shenrui (神瑞 shen2 rui4) 414-416 Taichang (泰常 tai4 chang2) 416-423 |
| 太武帝 tai4 wu3 di4 | 拓拔燾 tou4 ba2 tao2       | 424-452       | Shiguang (始光 shi3 guang1) 424-428 Shenjia (神麚 shen2 jia1) 428-431 Yanhe (延和 yan2 he2) 432-434 Taiyan (太延 tai4 yan2) 435-440 Taipingzhenjun (太平真君 tai4 ping2 zhen1 jun1) 440-451 Zhengping (正平 zheng4 ping2) 451-452                                 |
| 南安王 nan2 an1 wang2 | 拓拔余 tou4 ba2 yu2        | 452           | Yongping (永平 yong3 ping2) o Chengping (承平 cheng2 ping2) 452 |
| 文成帝 wen2 cheng2 di4 | 拓拔濬 tou4 ba2 jun4       | 452-465       | Xingan (興安 xing1 an1) 452-454 Xingguang (興光 xing1 guang1) 454-455 Taian (太安 tai4 an1) 455-459 Heping (和平 he2 ping2) 460-465 |
| 獻文帝 xian4 wen2 di4 | 拓拔弘 tou4 ba2 hong2      | 466-471       | Tianan (天安 tian1 an1) 466-467 Huangxing (皇興 huang2 xing1) 467-471 |
| 孝文帝 xiao4 wen2 di4 | 元宏 yuan2 hong2           | 471-499       | Yanxing (延興 yan2 xing1) 471-476 Chengming (承明 cheng2 ming2) 476 Taihe (太和 tai4 he2) 477-499 |
| 宣武帝 xuan1 wu3 di4 | 元恪 yuan2 ke4             | 500-515       | Jingming (景明 jing3 ming2) 500-503 Zhengshi (正始 zheng4 shi3) 504-508 Yongping (永平 yong3 ping2) 508-512 Yanchang (延昌 yan2 chang1) 512-515 |
| 孝明帝 xiao4 ming2 di4 | 元詡 yuan2 xu3             | 516-528       | Xiping (熙平 xi1 ping2) 516-518 Shengui (神龜 shen2 gui1) 518-520 Zhengguang (正光 zheng4 guang1) 520-525 Xiaochang (孝昌 xiao4 chang1) 525-527 Wutai (武泰 wu3 tai4) 528                                                                                         |
| 孝莊帝 xiao4 zhuang1 di4 | 元子攸 yuan2 zi5 you1      | 528-530       | Jianyi (建義 jian4 yi4) 528 Yongan (永安 yong3 an1) 528-530 |
| 長廣王 chang2 guang3 wang2 o Jing Di\|敬帝 jing4 di4                                                                                                  | 元曄 yuan2 ye4             | 530-531       | Jianming (建明 jian4 ming2) 530-531 |
| 節閔帝 jie2 min3 di4 | 元恭 yuan2 gong1           | 531-532       | Putai (普泰 pu3 tai4) 531-532 |
| 安定王 an1 ding4 wang2 o Chu Di\|出帝 chu1 di4 | 元朗 yuan2 lang3           | 531-532       | Zhongxing (中興 zhong1 xing1) 531-532 |
| 孝武帝 xiao1 wu3 di4 | 元脩 yuan2 xiu1            | 532-535       | Taichang (太昌 tai4 chang1) 532 Yongxing (永興 yong3 xing1) 532 Yongxi (永熙 yong3 xi1) 532-535 |
| Dinastia Dong Wei (Wei dell'Est) 534-550 |                            |               | |
| Convenzione cinese: Dong Wei (Wei dell'Est) + nome postumo                                                                                            |                            |               | |
| 孝靜帝 xiao1 jing4 di4 | 元善見 yuan2 shan4 jian4   | 534-550       | Tianping (天平 tian1 ping2) 534-537 Yuanxiang (元象 yuan2 xiang4) 538-539 Xinghe (興和 xing1 he2) 539-542 Wuding (武定 wu3 ding4) 543-550 |
| Dinastia Bei Qi (Qi del Nord) 550-577 |                            |               | |
| Convenzione cinese: Bei Qi (Qi del Nord) + nome postumo                                                                                               |                            |               | |
| 文宣帝 wen2 xuan1 di4 | 高洋 gao1 yang2            | 550-559       | Tianbao (天保 tain1 bao3) 550-559 |
| 廢帝 fei4 di4 | 高殷 gao1 yin1             | 560           | Qianming (乾明 qian1 ming2) 560 |
| 孝昭帝 xiao1 zhao1 di4 | 高演 gao1 yan3             | 560-561       | Huangjian (皇建 huang2 jian4) 560-561 |
| 武成帝 wu3 cheng2 di4 | 高湛 gao1 zhan4            | 561-565       | Taining (太寧 tai4 ning2) 561-562 Heqing (河清 he2 qing1) 562-565 |
| 後主 hou4 zhu3 | 高緯 gao1 wei3             | 565-577       | Tiantong (天統 tian1 tong3) 565-569 Wuping (武平 wu3 ping2) 570-576 Longhua (隆化 long2 hua3 576 |
| 幼主 you4 zhu3 | 高恆 gao1 heng2            | 577           | Chengguang (承光 cheng2 guang1) 577 |
| 范陽王 fan4 yang2 wang2 | 高紹義 gao1 shao4 yi4      | 577-579?      | Non esisteva |
| Dinastia Xi Wei (Wei dell'Ovest) 535-556 |                            |               | |
| Convenzione cinese: Xi Wei (Wei dell'Ovest) + nome postumo                                                                                            |                            |               | |
| 文帝 wen2 di4 | 元寶炬 yuan2 bao3 ju4      | 535-551       | Datong (大統 da4 tong3) 535-551 |
| 廢帝 fei4 di4 | 元欽 yuan2 qin1            | 552-554       | Non esisteva |
| 恭帝 gong1 di4 | 元廓 yuan2 kuo4            | 554-556       | Non esisteva |
| Dinastia Bei Zhou (Zhou del Nord) 557-581 |                            |               | |
| Convenzione cinese: Bei Zhou (Zhou del Nord) + nome postumo                                                                                           |                            |               | |
| 孝閔帝 xiao1 min3 di4 | 宇文覺 yu3 wen2 jue2       | 557           | Non esisteva |
| 明帝 ming2 di4 o Xiao Ming Di\|孝明帝 xiao4 ming2 di4                                                                                                 | 宇文毓 yu3 wen2 yu4        | 557-560       | Wucheng (武成 wu3 cheng2) 559-560 |
| 武帝 wu3 di4 | 宇文邕 yu3 wen2 yong1      | 561-578       | Baoding (保定 bao3 ding4) 561-565 Tianhe (天和 tian1 he2) 566-572 Jiande (建德 jian4 de2) 572-578 Xuanzheng (宣政 xuan1 zheng4) 578 |
| 宣帝 xuan1 di4 | 宇文贇 yu3 wen2 yun1       | 579           | Dacheng (大成 da4 cheng2) 579 |
| 靜帝 jing4 di4 | 宇文闡 yu3 wen2 chan3      | 579-581       | Daxiang (大象 da4 xiang4) 579-581 Dading (大定 da4 ding4) 581 |
| Dinastia del Sud 420-589 |                            |               | |
| Dinastia Liu Song (420-479) |                            |               | |
| Convenzione cinese: Song + nome postumo, con l'eccezione a volte di Liu Yu che era indicato usando il nome personale.                                 |                            |               | |
| 武帝 wu3 jing4 di4 | 劉裕 liu3 yu4              | 420-422       | Yongchu (永初 yong3 chu1) 420-422 |
| 少帝 shao4 di4 | 劉義符 liu3 yi4 fu2        | 423-424       | Jingping (景平 jing3 ping2) 423-424 |
| 文帝 wen2 di4 | 劉義隆 liu3 yi4 long2      | 424-453       | Yuanjia (元嘉 yaun2 jia1) 424-453 |
| 孝武帝 xiao1 wu3 di4 | 劉駿 liu3 jun4             | 454-464       | Xiaojian (元嘉 xiao1 jian4) 454-456 Daming (大明 da4 ming2) 457-464 |
| 前廢帝 qian2 fei4 di4 | 劉子業 liu3 zi5 ye4        | 465           | Yongguang (永光 yong3 guang1) 465 Jinghe (景和 jing3 he2) 465 |
| 明帝 ming2 di4 | 劉彧 liu3 yu4              | 465-472       | Taishi (泰始 tai4 shi3) 465-471 Taiyu (泰豫 tai4 yu4) 472 |
| 後廢帝 hou4 fei4 di4 o Cang Wu Wang\|蒼梧王 cang1 wu2 wang2                                                                                           | 劉昱 liu3 yu4              | 473-477       | Yuanhui (元徽 yuan2 hui1) 473-477 |
| 順帝 shun4 di4 | 劉準 liu3 zhun3            | 477-479       | Shengming (昇明 sheng1 ming2) 477-479 |
| Dinastia Qi 479-502 |                            |               | |
| Convenzione cinese: Qi + nome postumo |                            |               | |
| 高帝 gao1 di4 | 蕭道成 xiao1 dao4 cheng2   | 479-482       | Jianyuan (建元 jian4 yuan2) 479-482 |
| 武帝 wu3 jing4 di4 | 蕭賾 xiao1 ze2             | 483-493       | Yongming (永明 yong3 ming2) 483-493 |
| 鬱林王 yu4 lin2 wang2 | 蕭昭業 xiao1 zhao1 ye4     | 494           | Longchang (隆昌 long2 chang1) 494 |
| Hai Ling Wang (海陵王 hai3 ling2 wang2) | 蕭昭文 xiao1 zhao1 wen2    | 494           | Yanxing (延興 yan2 xing1) 494 |
| 明帝 ming2 di4 | 蕭鸞 xiao1 luan2           | 494-498       | Jianwu (建武 jian4 wu3) 494-498 Yongtai (永泰 yong3 tai4) 498 |
| Dong Hun Hou (東昏侯 dong1 hun1 hou2) | 蕭寶卷 xiao1 bao3 juan3    | 499-501       | Yongyuan (永元 yong3 yuan2) 499-501 |
| 和帝 he2 di4 | 蕭寶融 xiao1 bao3 rong2    | 501-502       | Zhongxing (中興 zhong1 xing1) 501-502 |
| Dinastia Liang (502-557) |                            |               | |
| Convenzione cinese: Liang + nome postumo |                            |               | |
| Wu Di (武帝 wu3 jing4 di4) | Xiao Yan (蕭衍 xiao1 yan3) | 502-549       | Tianjian (天監 tian1 jian1) 502-519 Putong (普通 pu3 tong1) 520-527 Datong (大通 da4 tong1) 527-529 Zhongdatong (中大通 zhong1 da4 tong1) 529-534 Datong (大同 da4 tong2) 535-546 Zhongdatong (中大同 zhong1 da4 tong2) 546-547 Taiqing (太清 tai4 qing1) 547-549 |
| Jian Wen Di (簡文帝 jian3 wen2 di4) | 蕭綱 xiao1 gang1           | 549-551       | Dabao (大寶 da4 bao3) 550-551 |
| Yu Zhang Wang (豫章王 yu4 zhang1 wang2) | 蕭棟 xiao1 dong4           | 551-552       | Tianzheng (天正 tian1 zheng4) 551-552 |
| Yuan Di (元帝 yuan2 di4) | 蕭繹 xiao1 yi4             | 552-555       | Chengsheng (承聖 cheng2 sheng4) 552-555 |
| Zhen Yang Hou (貞陽侯 zhen1 yang2 hou2) | 蕭淵明 xiao1 yuan1 ming2   | 555           | Tiancheng (天成 tian1 cheng2) 555 |
| 敬帝 jing4 di4 | 蕭方智 xiao1 fang1 zhi4    | 555-557       | Shaotai (紹泰 shao4 tai4) 555-556 Taiping (太平 tai4 ping2) 556-557 |
| Dinastia Chen 557-589 |                            |               | |
| Convenzione: Chen + nome postumo |                            |               | |
| 武帝 wu3 di4 | 陳霸先 chen2 ba4 xian1     | 557-559       | Yongding (永定 yong3 ding4) 557-559 |
| 文帝 wen2 di4 | 陳蒨 chen2 qian4           | 560-566       | Tianjia (天嘉 tian1 jia1) 560-566 Tiankang (天康 tian1 kang1) 566 |
| 廢帝 (Feì Dì) o 臨海王 (Lín Hǎi Wáng) | 陳伯宗 chen2 bo2 zong1     | 567-568       | Guangda (光大 guang1 da4) 567-568 |
| 宣帝 xuan1 di4 | 陳頊 chen2 xu1             | 569-582       | Taijian (太建 tai4 jian4) 569-582 |
| 後主 hou4 zhu3 | 陳叔寶 chen2 shu2 bao3     | 583-589       | Zhide (至德 zhi4 de2) 583-586 Zhenming (禎明 zhen1 ming2) 587-589 |

| Nome templare (miao hao 廟號 miao4 hao4) | Nome postumo (shi hao 諡號 )                                   | Nome personale   | Anni di regno | Nome dell'era (nian hao 年號) ed intervallo di anni corrispondente |
| --- | -------------------------------------------------------------- | ---------------- | ------------- | ------------------------------------------------------------------ |
| Convenzione cinese: Nan Liang (del Sud) + nome postumo |                                                                |                  |               |                                                                    |
| Nota: alcuni storici pongono la dinastia Nan Liang come una continuazione della dinastia Liang in quanto fu fondata da discendenti degli Xiao, la famiglia dominante della dinastia Liang. |                                                                |                  |               |                                                                    |
| Zhong Zong (中宗 zhong1 zong1) | 宣帝 xuan1 di4                                                 | 蕭詧 xiao1 cha2  | 555-562       | Dading (大定 da4 ding4) 555-562                                    |
| Shi Zong (世4宗 zhong1 zong1) | 孝明帝 xiao4 ming2 di4                                         | 蕭巋 xiao1 kui1  | 562-585       | Tianbao (天保 tian1 bao3) 562-585                                  |
| Non esisteva | Xiao Jing Di\|孝靜帝 xiao4 jing4 di4 o Ju Gong\|莒公 ju3 gong1 | 蕭琮 xiao1 cong2 | 585-587       | Guangyun (廣運 guang3 yun4) 585-587                                |

## Dinastia Sui
| Nome postumo (shi hao 諡號)              | Nome personale    | Anni di regno | Nome dell'era (nian hao 年號) ed intervallo di anni corrispondente    |
| ---------------------------------------- | ----------------- | ------------- | --------------------------------------------------------------------- |
| Convenzione cinese: "Sui" + nome postumo |                   |               |                                                                       |
| Wen Di 文帝 wen2 di4                     | 楊堅 yang2 jian1  | 581-604       | Kaihuang (開皇 kai1 huang2) 581-600 Renshou (仁壽 ren2 shou4) 601-604 |
| Yang Di 煬帝 yang2 di4                   | 楊廣 yang2 guang3 | 605-617       | Daye (大業 da4 ye4) 605-617                                           |
| Gong Di 恭帝 gong1 di4                   | 楊侑 yang2 you4   | 617-618       | Yining (義寧 yi4 ning2) 617-618                                       |

## Dinastia Tang
| Nome templare (miao hao 廟;號 )                                                  | Nome personale                         | Anni di regno           | Nome dell'era (Niánhào 年號) ed intervallo di anni corrispondente |
| -------------------------------------------------------------------------------- | -------------------------------------- | ----------------------- | --- |
| Convenzione cinese: "Tang" + nome templare                                       |                                        |                         | |
| Gao Zu (Kao-Tsu) (高祖 gao1 zu3)                                                 | 李淵 li3 yuan1                         | 618-626                 | Wude (武德 wu3 de2) 618-626 |
| Tai Zong (Tai-Tsung) (太宗 tai4 zong1)                                           | 李世民 li3 shi4 min2                   | 627-649                 | Zhenguan (貞觀 zhen1 guan1) 627-649 |
| Gao Zong (Kao-Tsung) (高宗 gao1 zong1)                                           | 李治 li3 zhi4                          | 650-683                 | Yonghui (永徽 yong3 hui1) 650-655 Xianqing (顯慶 xian3 qing4) 656-661 Longshuo (龍朔 long2 shuo4) 661-663 Linde (麟德 lin2 de2) 664-665 Qianfeng (乾封 qian2 feng1) 666-668 Zongzhang (總章 zong3 zhang1) 668-670 Xianheng (咸亨 xian2 heng1) 670-674 Shangyuan (上元 shang4 yuan2) 674-676 Yifeng (儀鳳 yi2 feng4) 676-679 Tiaolu (調露 tiao2 lu4) 679-680 Yonglong (永隆 yong3 long2) 680-681 Kaiyao (開耀 kai1 yao4) 681-682 Yongchun (永淳 yong3 chun2) 682-683 Hongdao (弘道 hong2 dao4) 683 |
| Zhong Zong (Chung-Tsung) (中宗 zhong1 zong1), deposto da Wu Hou                  | 李顯 li3 xian3 o Li Zhe\|李哲 li3 zhe2 | 684 (anche 705-710)     | Sisheng (嗣聖 si4 sheng4) 684 Shenlong (神龍 shen2 long2) 705-707 Jinglong (景龍 jing3 long2) 707-710 |
| Rui Zong (Jui-Tsung) (睿宗 rui4 zong1), deposto da Wu Hou                        | 李旦 li3 dan4                          | 684-690 (anche 710-712) | Wenming (文明 wen2 ming2) 684-690 Jingyun (景雲 jing3 yun2) 710-711 Taiji (太極 tai4 ji2) 712 Yanhe (延和 yan2 he2) 712 |
| Dinastia Zhou (690-705)                                                          |                                        |                         | |
| Convenzione cinese: nome di famiglia + nome postumo                              |                                        |                         | |
| Wu Ze Tian (武則天 wu3 ze2 tian1) (nessun nome templare ufficiale)               | 聖神 sheng4 shen2                      | 690-705                 | Tianshou (天授 tian1 shou4) 690-692 Ruyi (如意 ru2 yi4) 692 Changshou (長壽 chang2 shou4) 692-694 Yanzai (延載 yan2 zai4) 694 Zhengsheng (證聖 zheng4 sheng4) 695 Tiancewansui (天冊萬歲 tian1 ce4 wan4 sui4) 695-696 Wansuidengfeng (萬歲登封 wan4 sui4 deng1 feng1) 696 Wansuitongtian (萬歲通天 wan4 sui4 tong1 tian1) 696-697 Shengong (神功 shen2 gong1) 697 Shengli (聖曆 sheng4 li4) 698-700 Jiushi (久視 jiu3 shi4) 700 Daju (大足 da4 ju2) 701 Changan (長安 chang2 an1) 701-705         |
| Continuazione della dinastia Tang                                                |                                        |                         | |
| Zhong Zong (Chung-Tsung) (中宗 zhong1 zong1), riprende il trono                  | 李顯 li3 xian3 o Li Zhe\|李哲 li3 zhe2 | (anche 684) 705-710     | Sisheng (嗣聖 si4 sheng4) 684 Shenlong (神龍 shen2 long2) 705-707 Jinglong (景龍 jing3 long2) 707-710 |
| Shang Di (殤帝 shang1 di4) o Shao Di (少帝 shao4 di4) vedi nota sotto la tabella | 李重茂 li3 chong2 mao4                 | 710                     | Tanglong (唐隆 tang2 long2) 710 |
| Rui Zong (Jui-Tsung) (睿宗 rui4 zong1), riprende il trono                        | 李旦 li3 dan4                          | (anche 684-690) 710-712 | Wenming (文明 wen2 ming2) 684-690 Jingyun (景雲 jing3 yun2) 710-711 Taiji (太極 tai4 ji2) 712 Yanhe (延和 yan2 he2) 712 |
| Xuan Zong (玄宗 xuan2 zong1)                                                     | 李隆基 li3 long2 ji1                   | 712-756                 | Xiantian (先天 xian1 tian1) 712-713 Kaiyuan (開元 kai1 yuan2) 713-741 Tianbao (天寶 tian1 bao3) 742-756 |
| Su Zong (肅宗 su4 zong1)                                                         | 李亨 li3 heng1                         | 756-762                 | Jide (至德 zhi4 de2) 756-758 Qianyuan (乾元 qian2 yuan2) 758-760 Shangyuan (上元 shang4 yuan2) 760-761 |
| Dai Zong (代宗 dai4 zong1)                                                       | 李豫 li3 yu4                           | 762-779                 | Baoying (寶應 bao3 ying4) 762-763 Guangde (廣德 guang3 de2) 763-764 Yongtai (永泰 yong3 tai4) 765-766 Dali (大曆 da4 li4) 766-779 |
| De Zong (德宗 de2 zong1)                                                         | 李适 li3 gua1                          | 780-805                 | Jianzhong (建中 1jian4 zhong1) 780-783 Xingyuan (興元 xing1 yuan2) 784 Zhenyuan (貞元 zhen1 yuan2) 785-805 |
| Shun Zong (順宗 shun4 zong1)                                                     | 李誦 li3 song4                         | 805                     | Yongzhen (永貞 yong3 zhen1) 805 |
| Xian Zong (憲宗 xian4 zong1)                                                     | 李純 li3 chun2                         | 806-820                 | Yuanhe (元和 yuan2 he2) 806-820 |
| Mu Zong (穆宗 mu4 zong1)                                                         | 李恆 li3 heng2                         | 821-824                 | Changqing (長慶 chang2 qing4) 821-824 |
| Jing Zong (敬宗 jing4 zong1)                                                     | 李湛 li3 zhan4                         | 824-826                 | Baoli (寶曆 bao3 li4) 824-826 |
| Wen Zong (文宗 wen2 zong1)                                                       | 李昂 li3 ang2                          | 826-840                 | Baoli (寶曆 bao3 li4) 826 Dahe (大和 da4 he2) o Taihe (tai4 he2 太和) 827-835 Kaicheng (開成 kai1 cheng2) 836-840 |
| Wu Zong (武宗 wu3 zong1)                                                         | 李炎 li3 yan2                          | 840-846                 | Huichang (會昌 hui4 chang1) 841-846 |
| Xuan Zong (宣宗 xuan1 zong1)                                                     | 李忱 li3 chen2                         | 846-859                 | Dachong (大中 da4 chong1) 847-859 |
| Yi Zong (懿宗 yi4 zong1)                                                         | 李漼 li3 cui3                          | 859-873                 | Dachong (大中 da4 chong1) 859 Xiantong (咸通 xian2 tong1) 860-873 |
| Xi Zong (僖宗 xi1 zong1)                                                         | 李儇 li3 xuan1                         | 873-888                 | Xiantong (咸通 xian2 tong1) 873-874 Qianfu (乾符 qian2 fu2) 874-879 Guangming (廣明 guang3 ming2) 880-881 Zhonghe (中和 zhong1 he2) 881-885 Guangqi (光啟 guang1 qi3) 885-888 Wende (文德 wen2 de2) 888 |
| Zhao Zong (昭宗 zhao1 zong1)                                                     | 李曄 li3 ye4                           | 888-904                 | Longji (龍紀 long2 ji4) 889 Dashun (大順 da4 shun4) 890-891 Jingfu (景福 jing3 fu2) 892-893 Qianning (乾寧 qian2 ning2) 894-898 Guanghua (光化 guang1 hua4) 898-901 Tianfu (天復 tian1 fu4) 901-904 Tianyou (天佑 tian1 you4) 904 |
| Ai Di (哀帝 ai1 di4) o 昭宣帝 zhao1 xuan1 di4 vedi nota sotto                    | 李柷 li3 zhu4                          | 904-907                 | Tianyou (天佑 tian1 you4) 904-907 |

 Shao Di (少帝 shao4 di4), Ai Di (哀帝 ai1 di4) e 昭宣帝 zhao1 xuan1 di4 sono nomi postumi. Una nuova colonna solo per tre nomi postumi comunemente utilizzati non è stata creata dal momento che gli altri imperatori Tang sono designati comunemente usando i nomi templari.

## Cinque Dinastie e Dieci Regni
| Nome templare (miao hao 廟號 miao4 hao4) | Nome postumo (shi hao 諡號)                                                     | Nome personale                                            | Periodo dei regni | Nome dell'era (nian hao 年號) ed intervallo di anni corrispondente |
| --- | ------------------------------------------------------------------------------- | --------------------------------------------------------- | ----------------- | --- |
| Le Cinque Dinastie |                                                                                 |                                                           |                   | |
| Convenzione cinese: nome della dinastia + nome templare o nome postumo                                                                               |                                                                                 |                                                           |                   | |
| Dinastia Hou Liang (Liang Posteriori) 907-923 |                                                                                 |                                                           |                   | |
| 太祖 tai4 zu3 | Troppo tedioso, pertanto non utilizzato quando ci si riferisce a questo sovrano | 朱溫 zhu1 wen1                                            | 907-912           | Kaiping (開平 kai1 ping2) 907-911 Qianhua (乾化 qian2 hua4) 911-912 |
| Non esisteva | 末帝 mo4 di4                                                                    | 朱瑱 zhu1 zhen4                                           | 913-923           | Qianhua (乾化 qian2 hua4) 913-915 Zhenming (貞明 zhen1 ming2) 915-921 Longde (龍德 long2 de2) 921-923                                                                                                |
| Dinastia Hou Tang (Tang Posteriori) 923-936 |                                                                                 |                                                           |                   | |
| 莊宗 zhuang1 zong1 | Troppo tedioso, pertanto non utilizzato quando ci si riferisce a questo sovrano | 李存勗 li3 cun2 xu4                                       | 923-926           | Tongguang (同光 tong2 guang1) 923-926 |
| 明宗 ming2 zong1 | Troppo tedioso, pertanto non utilizzato quando ci si riferisce a questo sovrano | 李嗣源 li3 si4 yuan2 or Li Dan\|李亶 li3 dan3             | 926-933           | Tiancheng (天成 tian1 cheng2) 926-930 Changxing (長興 chang2 xing1) 930-933 |
| Non esisteva | 節閔帝 min3 di4                                                                 | 李從厚 li3 cong2 hou4                                     | 933-934           | Yingshun (應順 ying4 shun4) 913-915 |
| Non esisteva | 末帝 mo4 di4                                                                    | 李從珂 li3 cong2 ke1                                      | 934-936           | Qingtai (清泰 qing1 tai4) 934-936 |
| Dinastia Hou Jin (Jin Posteriori) 936-947 |                                                                                 |                                                           |                   | |
| 高祖 gao1 zu3 | Troppo tedioso, pertanto non utilizzato quando ci si riferisce a questo sovrano | 石敬瑭 shi4 jing4 tang2                                   | 936-942           | Tianfu (天福 tian1 fu2) 936-942 |
| Non esisteva | 出帝 chu1 di4                                                                   | 石重貴 shi4 chong2 gui4                                   | 942-947           | Tianfu (天福 tian1 fu2) 942-944 Kaiyun (開運 kai1 yun4) 944-947 |
| Dinastia Hou Han (Han Posteriori) 947-950 |                                                                                 |                                                           |                   | |
| 高祖 gao1 zu3 | Troppo tedioso, pertanto non utilizzato quando ci si riferisce a questo sovrano | 劉知遠 liu3 zhi1 yuan3                                    | 947-948           | Tianfu (天福 tian1 fu2) 947 Qianyou (乾祐 qian2 you4) 948 |
| Non esisteva | 隱帝 yin3 di4                                                                   | 劉承祐 liu3 cheng2 you4                                   | 948-950           | Qianyou (乾祐 qian2 you4) 948-950 |
| Dinastia Hou Zhou (Hou Posteriori) 951-960 |                                                                                 |                                                           |                   | |
| 太祖 tai4 zu3 | Troppo tedioso, pertanto non utilizzato quando ci si riferisce a questo sovrano | 郭威 guo1 wei1                                            | 951-954           | Guangshun (廣順 guang3 shun4) 951-954 Xiande (顯德 xian3 de2) 954 |
| Shi Zong (世宗 shi4 zong1) | Troppo tedioso, pertanto non utilizzato quando ci si riferisce a questo sovrano | 柴榮 chai2 rong2                                          | 954-959           | Xiande (顯德 xian3 de2) 954-959 |
| Non esisteva | 恭帝 gong1 di4                                                                  | 柴宗訓 chai2 zong1 xun4                                   | 959-960           | Xiande (顯德 xian3 de2) 959-960 |
| I Dieci Regni |                                                                                 |                                                           |                   | |
| Convenzione cinese: usare nomi personali, segnalato in altri casi                                                                                    |                                                                                 |                                                           |                   | |
| Regno Wu Yue 904-978 |                                                                                 |                                                           |                   | |
| 太祖 tai4 zu3 | 武肅王 wu3 su4 wang2                                                            | 錢鏐 qian2 liu2                                           | 904-932           | Tianbao (天寶 tian1 bao3) 908-923 Baoda (寶大 bao3 da4) 923-925 Baozheng (寶正 bao3 zheng4) 925-932                                                                                                  |
| Shi Zong (世宗 shi4 zong1) | 文穆王 wen2 mu4 wang2                                                           | 錢元瓘 qian2 yuan2 guan4                                  | 932-941           | Non esisteva |
| Cheng Zong 成宗 cheng2 zong1) | 忠獻王 zhong1 xian4 wang2                                                       | 錢佐 qian2 zuo3                                           | 941-947           | Non esisteva |
| Non esisteva | 忠遜王 zhong1 xun4 wang2                                                        | 錢倧 qian2 zong1                                          | 947               | Non esisteva |
| Non esisteva | 忠懿王 zhong1 yi4 wang2                                                         | 錢俶 qian2 chu4                                           | 947-978           | Non esisteva |
| Regno Min 909-945, comprendente il Regno Yin 943-945                                                                                                 |                                                                                 |                                                           |                   | |
| 太祖 tai4 zu3 | 忠懿王 zhong1 yi4 wang2                                                         | 王審知 wang2 shen3 zhi1                                   | 909-925           | Non esisteva |
| Non esisteva | Non esisteva                                                                    | 王延翰 wang2 yan2 han4                                    | 925-926           | Non esisteva |
| Tai Zong (太宗 tai4 zong1) | Hui Di (惠帝 hui4 di4)                                                          | 王延鈞 wang2 yan2 jun1                                    | 926-935           | Longqi (龍啟 long2 qi3) 933-935 Yonghe (永和 yong3 he2) 935 |
| Kang Zong (康宗 kang1 zong1) | Troppo tedioso, pertanto non utilizzato quando ci si riferisce a questo sovrano | 王繼鵬 wang2 ji4 peng2                                    | 935-939           | Tongwen (通文 tong1 wen2) 936-939 |
| Jing Zong (景宗 jing3 zong1) | Troppo tedioso, pertanto non utilizzato quando ci si riferisce a questo sovrano | 王延羲 wang2 yan2 xi1                                     | 939-944           | Yonglong (永隆 yong3 long2) 939-944 |
| Non esisteva | Tian De Di (天德帝 tian1 de2 di4) (come Imperatore di Yin)                      | 王延政 wang2 yan2 zheng4                                  | 943-945           | Tiande (天德 tian1 de2) 943-945 |
| Regno Jing Nan o Nan Ping 906-963 |                                                                                 |                                                           |                   | |
| Non esisteva | 武信王 wu3 xin4 wang2                                                           | 高季興 gao1 ji4 xing1                                     | 909-928           | Non esisteva |
| Non esisteva | 文獻王 wen2 xin4 wang2                                                          | 高從誨 gao1 cong2 hui4                                    | 928-948           | Non esisteva |
| Non esisteva | 貞懿王 yi4 wang2                                                                | 高寶融 gao1 bao3 rong2                                    | 948-960           | Non esisteva |
| Non esisteva | 侍中 shi4 zhong1                                                                | 高寶勗 gao1 bao3 xu4                                      | 960-962           | Non esisteva |
| Non esisteva | Non esisteva                                                                    | 高繼沖 gao1 ji4 chong1                                    | 962-963           | Non esisteva |
| Regno Chu 897-951 |                                                                                 |                                                           |                   | |
| Non esisteva | 武穆王 wu3 mo4 wang2                                                            | 馬殷 ma3 yin1                                             | 897-930           | Non esisteva |
| Non esisteva | 衡陽王 heng2 yang2 wang2                                                        | 馬希聲 ma3 xi1 sheng1                                     | 930-932           | Non esisteva |
| Non esisteva | 文昭王 wen2 zhao1 wang2                                                         | 馬希範 ma3 xi1 fan4                                       | 932-947           | Non esisteva |
| Non esisteva | 廢王 fei4 wang2                                                                 | 馬希廣 ma3 xi1 guang3                                     | 947-950           | Non esisteva |
| Non esisteva | 恭孝王 gong1 xiao4 wang2                                                        | 馬希萼 ma3 xi1 e4                                         | 950               | Non esisteva |
| Non esisteva | Non esisteva                                                                    | 馬希崇 ma3 xi1 chong2                                     | 950-951           | Non esisteva |
| Regno Wu 904-937 |                                                                                 |                                                           |                   | |
| 太祖 tai4 zu3 | 孝武帝 xiao4 wu3 di4                                                            | 楊行密 yang2 xing2 mi4                                    | 904-905           | Tianyao (天祐 tian1 you4) 904-905 |
| 烈宗 lie4 zong1 | 景帝 jing3 di4                                                                  | 楊渥 yang2 wo4                                            | 905-908           | Tianyao (天祐 tian1 you4) 905-908 |
| 高祖 gao1 zu3 | 宣帝 xuan1 di4                                                                  | 楊隆演 yang2 long2 yan3                                   | 908-921           | Tianyao (天祐 tian1 you4) 908-919 Wuyi (武義 wu3 yi4) 919-921 |
| Non esisteva | 睿帝 rui4 di4                                                                   | 楊溥 yang2 pu3                                            | 921-937           | Shunyi (順義 shun4 yi4) 921-927 Qianzhen (乾貞 qian2 zhen1) 927-929 Dahe (大和 da4 he2) 929-935 Tianzuo (天祚 tian1 zuo4) 935-937                                                                    |
| Regno Nan Tang (Tang Meridionali) 937-975 |                                                                                 |                                                           |                   | |
| Convenzione cinese solo per questo regno : Nan Tang (Tang Meridionali) + nomi postumi. Hou Zhu era menzionato come Li Hou Zhu\|李後主 li3 hou4 zhu3. |                                                                                 |                                                           |                   | |
| 先主 xian1 zhu3 or Lie Zu\|烈祖 lie4 zu3 | Troppo tedioso, pertanto non utilizzato quando ci si riferisce a questo sovrano | 李 (曰 in cima a 弁) li3 bian4                            | 937-943           | Shengyuan (昇元 sheng1 yuan2) 937-943 |
| 中主 zhong1 zhu3 or Yuan Zong\|元宗 yuan2 zong1 | Troppo tedioso, pertanto non utilizzato quando ci si riferisce a questo sovrano | 李璟 li3 jing3                                            | 943-961           | Baoda (保大 bao3 da4) 943-958 Jiaotai (交泰 jiao1 tai4) 958 Zhongxing (中興 zhong1 xing1) 958 |
| Hou Zhu\|後主 hou4 zhu3 | 武王 wu3 wang2                                                                  | 李煜 li3 yu4                                              | 961-975           | Non esisteva |
| Regno Nan Han (Han Meridionali) 917-971 |                                                                                 |                                                           |                   | |
| 高祖 gao1 zu3 | 天皇大帝 tian1 huang2 da4 di4                                                   | 劉巖 liu3 yan2 or Liu Yan\|劉 (龍 on top of 天) liu3 yan3 | 917-925           | Qianheng (乾亨 qian2 heng1) 917-925 Bailong (白龍 bai2 long2) 925-928 Dayou (大有 da4 you3) 928-941                                                                                                  |
| Non esisteva | 殤帝 shang1 di4                                                                 | 劉玢 liu3 fen1                                            | 941-943           | Guangtian (光天 guag1 tian1) 941-943 |
| 中宗 zhong1 zong1 | Troppo tedioso, pertanto non utilizzato quando ci si riferisce a questo sovrano | 劉晟 liu3 cheng2                                          | 943-958           | Yingqian (應乾 ying4 qian2) 943 Qianhe (乾和 qian4 he2) 943-958 |
| 後主 hou4 zhu3 | Non esisteva                                                                    | 劉鋹 liu3 chang3                                          | 958-971           | Dabao (大寶 da4 bao3) 958-971 |
| Regno Bei Han (Han Settentrionali) 951-979 |                                                                                 |                                                           |                   | |
| 世祖 shi4 zu3 | 神武帝 shen2 wu3 di4                                                            | 劉旻 liu3 min2                                            | 951-954           | Qianyou (乾祐 qian2 you4) 951-954 |
| 睿宗 rui4 zong1 | 孝和帝 xiao4 he2 di4                                                            | 劉承鈞 liu3 cheng2 jun1                                   | 954-970           | Qianyou (乾祐 qian2 you4) 954-957 Tianhui (天會 tian1 hui4) 957-970 |
| 少主 shao4 zhu3 | Non esisteva                                                                    | 劉繼恩 liu3 ji4 en1                                       | 970               | Non esisteva |
| Non esisteva | 英武帝 ying1 wu3 di4                                                            | 劉繼元 liu3 ji4 yuan2                                     | 970-982           | Guangyun (廣運 guang3 yun4) 970-982 |
| Regno Qian Shu (Shu Anteriori) 907 - 925 |                                                                                 |                                                           |                   | |
| 高祖 gao1 zu3 | Troppo tedioso, pertanto non utilizzato quando ci si riferisce a questo sovrano | 王建 wang2 jian4                                          | 907-918           | Tianfu (天復 tian1 fu4) 907 Wucheng (武成 wu3 cheng22) 908-910 Yongping (永平 yong3 ping2) 911-915 Tongzheng (通正 tong1 zheng4) 916 Tianhan (天漢 tian1 han4) 917 Guangtian (光天 guang1 tian1) 918 |
| 後主 hou4 zhu3 | Non esisteva                                                                    | 王衍 wang2 yan3                                           | 918-925           | Qiande (乾德 qian2 de2) 918-925 Xiankang (咸康 xian2 kang1) 925 |
| Regno Hou Shu (Shu Posteriori) 934 - 965 |                                                                                 |                                                           |                   | |
| 高祖 gao1 zu3 | Troppo tedioso, pertanto non utilizzato quando ci si riferisce a questo sovrano | 孟知祥 meng4 zhi1 xiang2                                  | 934               | Mingde (明德 ming2 de2) 934 |
| 後主 hou4 zhu3 | Non esisteva                                                                    | 孟昶 meng4 chang3                                         | 938-965           | Mingde (明德 ming2 de2) 934-938 Guangzheng (廣政 guang3 zheng4) 938-965 |

### Regimi indipendenti durante i Dieci Regni
| Capitaneria Generale di Wuping/Hunan (武平/湖南節度使)                       |                                                         |         |
| Capitano Generale di Wuping\|武平節度使 wu3 ping2 jie2 du4 shi3              | 劉言 liu3 yan2                                          | 950-953 |
| Capitano Generale di Wuping\|武平節度使 wu3 ping2 jie2 du4 shi3              | 王逵 wang2 kui2 or Wang Jin Kui\|王進逵 wang2 jin4 kui2 | 953-956 |
| Capitano Generale di Hunan\|湖南節度使 hu2 nan2 jie2 du4 shi3                | 周行逢 zhao1 xing2 feng2                                | 956-962 |
| Capitano Generale di Hunan\|湖南節度使 hu2 nan2 jie2 du4 shi3                | 周保權 zhao1 bao3 quan2                                 | 962-963 |
| Capitaneria Generale di Quanzhang (泉漳節度使)                               |                                                         |         |
| Capitano Generale di Quanzhang\|泉漳都指揮使 quan2 zhang1 du1 zhi3 hui1 shi3 | 留從效 liu2 cong2 xiao4                                 | 945-962 |
| Capitano Generale di Quanzhang\|泉漳留守 quan2 zhang1 liu2 shou3             | 留紹鎡 liu2 shao4 zi1                                   | 962     |
| Capitano Generale di Quanzhang\|泉漳節度使 quan2 zhang1 jie2 du4 shi3        | 張漢思 zhang1 han4 si1                                  | 962-963 |
| Capitano Generale di Quanzhang\|泉漳節度使 quan2 zhang1 jie2 du4 shi3        | 陳洪進 chen2 hong2 jin4                                 | 963-978 |

## Dinastia Liao
| Nome templare (miao hao 廟號 miàohào)                                                                                     | Nome postumo (shi hao 諡號 shìhào)                                              | Nome personale                       | Periodo dei regni | Nome dell'era (nian hao 年號 niánhào) ed intervallo di anni corrispondente |
| --- | ------------------------------------------------------------------------------- | ------------------------------------ | ----------------- | --- |
| Convenzione cinese: "Liao" + nome templare, con l'eccezione di Liao Tianzuodi che è indicato usando "Liao" + nome postumo |                                                                                 |                                      |                   | |
| Tai Zu (太祖 Tàizǔ) | Troppo tedioso, pertanto non utilizzato quando ci si riferisce a questo sovrano | Yelü Abaoji (耶律阿保機 Yēlǜ Ābǎojī) | 907-926           | Shence (神冊 Shéncè) 916-922 Tianzan (天贊 Tiānzàn) 922-926 Tianxian (天顯 Tiānxiǎn) 926 |
| Tai Zong (太宗 Tàizōng)                                                                                                   | Troppo tedioso, pertanto non utilizzato quando ci si riferisce a questo sovrano | 耶律德光 Yēlǜ Déguāng                | 926-947           | Tianxian (天顯 Tiānxiǎn) 927-938 Huitong (會同 Huìtóng) 938-947 Datong (大同 Dàtóng) 947 |
| Shi Zong (世宗 Shìzōng)                                                                                                   | Troppo tedioso, pertanto non utilizzato quando ci si riferisce a questo sovrano | 耶律阮 Yēlǜ Ruǎn                     | 947-951           | Tianlu (天祿 Tiānlù) 947-951 |
| Mu Zong (穆宗 Mùzōng) | Troppo tedioso, pertanto non utilizzato quando ci si riferisce a questo sovrano | 耶律璟 Yēlǜ Jǐng                     | 951-969           | Yingli (應曆 Yìnglì) 951-969 |
| Jing Zong (景宗 Jǐngzōng)                                                                                                 | Troppo tedioso, pertanto non utilizzato quando ci si riferisce a questo sovrano | 耶律賢 Yēlǜ Xián                     | 969-982           | Baoning (保寧 Bǎoníng) 969-979 Qianheng (乾亨 Qiánhēng) 979-982 |
| Sheng Zong (聖宗 Shèngzōng)                                                                                               | Troppo tedioso, pertanto non utilizzato quando ci si riferisce a questo sovrano | 耶律隆緒 Yēlǜ Lóngxù                 | 982-1031          | Qianheng (乾亨 Qiánhēng) 982 Tonghe (統和 Tǒnghé) 983-1012 Kaitai (開泰 Kāitài) 1012-1021 Taiping (太平 Tàipíng) 1021-1031                                                                                                 |
| Xing Zong (興宗 Xīngzōng)                                                                                                 | Troppo tedioso, pertanto non utilizzato quando ci si riferisce a questo sovrano | 耶律宗真 Yēlǜ Zōngzhēn               | 1031-1055         | Jingfu (景福 Jǐngfú) 1031-1032 Chongxi (重熙 Chóngxī) 1032-1055 |
| Dao Zong (道宗 Dàozōng)                                                                                                   | Troppo tedioso, pertanto non utilizzato quando ci si riferisce a questo sovrano | 耶律洪基 Yēlǜ Hóngjī                 | 1055-1101         | Qingning (清寧 Qīngníng) 1055-1064 Xianyong (咸雍 Xiányōng) 1065-1074 Taikang (太康 Tàikāng) o Dakang (大康 Dàkāng) 1075-1084 Da'an (大安 Dà'ān) 1085-1094 Shouchang (壽昌 Shòuchāng) o Shoulong (壽隆 Shòulóng) 1095-1101 |
| Non esisteva | Tianzuodi (天祚帝 Tiānzuòdì)                                                    | 耶律延禧 Yēlǜ Yánxǐ                  | 1101-1125         | Qiantong (乾統 Qiántǒng) 1101-1110 Tianqing (天慶 Tiānqìng) 1111-1120 Baoda (保大 Bǎodà) 1121-1125 |

## Dinastia Song
| Ritratto | Nome templare (miao hao 廟號 miào hào) | Nome postumo (shi hao 諡號) | Cognome familiare e nome                                                | Periodo di regno | Nome dell'era (nian hao 年號) e durata corrispondente |
| -------- | -------------------------------------- | --------------------------- | ----------------------------------------------------------------------- | ---------------- | --- |
|          | Tai Zu (太祖 Tàizǔ)                    | non usato                   | Zhao Kuangyin (趙匡胤 Zhào Kuāngyìn)                                    | 960-976          | ̈ - Jianlong (建隆 Jiànlóng) 960-963 - Qiande (乾德 Qiándé) 963-968 - Kaibao (開寶 Kāibǎo) 968-976 |
|          | Tai Zong (太宗 Tàizōng)                | non usato                   | Zhao Kuangyi (趙匡義 Zhào Kuāngyì) o Zhao Guangyi (趙光義 Zhào Guāngyì) | 976-997          | - Taipingxingguo (太平興國 Tàipíngxīngguó) 976-984 - Yongxi (雍熙 Yōngxī) 984-987 - Duangong (端拱 Duāngǒng) 988-989 - Chunhua (淳化 Chúnhuà) 990-994 - Zhidao (至道 Zhìdào) 995-997 |
|          | Zhen Zong (真宗 Zhēnzōng)              | non usato                   | Zhao Heng (趙恆 Zhào Héng)                                              | 997-1022         | - Xianping (咸平 Xiánpíng) 998-1003 - Jingde (景德 Jǐngdé) 1004-1007 - Dazhongxiangfu (大中祥符 Dàzhōngxiángfú) 1008-1016 - Tianxi (天禧 Tiānxǐ) 1017-1021 - Qianxing (乾興 Qiánxīng) 1022 |
|          | Ren Zong                               | non usato                   | Zhao Zhen (趙禎 Zhào Zhēn)                                              | 1022-1063        | - Tiansheng (天聖 Tiānshèng) 1023-1032 - Mingdao (明道 Míngdào) 1032-1033 - Jingyou (景祐 Jǐngyòu) 1034-1038 - Baoyuan (寶元 Bǎoyuán) 1038-1040 - Kangding (康定 Kāngdìng) 1040-1041 - Qingli (慶曆 Qìnglì) 1041-1048 - Huangyou (皇祐 Huángyòu) 1049-1054 - Zhihe (至和 Zhìhé) 1054-1056 - Jiayou (嘉祐 Jiāyòu) 1056-1063 |
|          | Ying Zong (英宗 Yīngzōng)              | non usato                   | Zhao Shu (趙曙 Zhào Shù)                                                | 1063-1067        | - Zhiping (治平 Zhìpíng) 1064-1067 |
|          | Shen Zong (神宗 Shénzōng)              | non usato                   | Zhao Xu (趙頊 Zhào Xū)                                                  | 1067-1085        | - Xining (熙寧 Xīníng) 1068-1077 - Yuanfeng (元豐 Yuánfēng) 1078-1085 |
|          | Zhe Zong (哲宗 Zhézōng)                | non usato                   | Zhao Xu (趙煦 Zhào Xǔ)                                                  | 1085-1100        | - Yuanyou (元祐 Yuányòu) 1086-1094 - Shaosheng (紹聖 Shàoshèng) 1094-1098 - Yuanfu (元符 Yuánfú) 1098-1100 |
|          | Hui Zong (徽宗 Huīzōng)                | non usato                   | Zhao Ji (趙佶 Zhào Jí)                                                  | 1100-1125        | - Jianzhongjingguo (建中靖國 Jiànzhōngjìngguó) 1101 - Chongning (崇寧 Chóngníng) 1102-1106 - Daguan (大觀 Dàguān) 1107-1110 - Zhenghe (政和 Zhènghé) 1111-1118 - Chonghe (重和 Chónghé) 1118-1119 - Xuanhe (宣和 Xuānhé) 1119-1125                                                                                         |
|          | Qin Zong (欽宗 Qīnzōng)                | non usato                   | Zhao Huan (趙桓 Zhào Huán)                                              | 1126-1127        | - Jingkang (靖康 Jìngkāng) 1125-1127 |

| Ritratto | Nome templare (miao hao 廟號 miào hào) | Nome postumo (shi hao 諡號)                                                     | Nome personale             | Anni di regno | Nome dell'era (nian hao 年號) ed intervallo di anni corrispondente |
| -------- | --- | ------------------------------------------------------------------------------- | -------------------------- | ------------- | --- |
|          | Convenzione cinese: "Song" + nome templare o nome postumo, con l'eccezione dell'ultimo imperatore che fu venerato come Song Di Bing (宋帝昺 Sòng Dì Bǐng) |                                                                                 |                            |               | |
|          | Dinastia Nan Song (Song Meridionali), 1127- 1279 |                                                                                 |                            |               | |
|          | Gao Zong (高宗 Gāozōng) | Troppo tedioso, pertanto non utilizzato quando ci si riferisce a questo sovrano | Zhao Gou (趙構 Zhào Gòu)   | 1127-1162     | Jianyan (建炎 Jiànyán) 1127-1130 Shaoxing (紹興 Shàoxīng) 1131-1162 |
|          | Xiao Zong (孝宗 Xiàozōng) | Troppo tedioso, pertanto non utilizzato quando ci si riferisce a questo sovrano | Zhao Shen (趙昚 Zhào Shèn) | 1162-1189     | Longxing (隆興 Lóngxīng) 1163-1164 Qiandao (乾道 Qiándào) 1165-1173 Chunxi (淳熙 Chúnxī) 1174-1189 |
|          | Guang Zong (光宗 Guāngzōng) | Troppo tedioso, pertanto non utilizzato quando ci si riferisce a questo sovrano | Zhao Dun (趙惇 Zhào Dūn)   | 1189-1194     | Shaoxi (紹熙 Shàoxī) 1190-1194 |
|          | Ning Zong (寧宗 Níngzōng) | Troppo tedioso, pertanto non utilizzato quando ci si riferisce a questo sovrano | Zhao Kuo (趙擴 Zháo Kuó)   | 1194-1224     | Qingyuan (慶元 Qìngyuán) 1195-1200 Jiatai (嘉泰 Jiātài) 1201-1204 Kaixi (開禧 Kāixǐ) 1205-1207 Jiading (嘉定 Jiādìng) 1208-1224 |
|          | Li Zong (理宗 Lǐzōng) | Troppo tedioso, pertanto non utilizzato quando ci si riferisce a questo sovrano | Zhao Yun (趙昀 Zhào Yún)   | 1224-1264     | Baoqing (寶慶 Bǎoqìng) 1225-1227 Shaoding (紹定 Shàodìng) 1228-1233 Duanping (端平 Duānpíng) 1234-1236 Jiaxi (嘉熙 Jiāxī) 1237-1240 Chunyou (淳祐 Chúnyòu) 1241-1252 Baoyou (寶祐 Bǎoyòu) 1253-1258 Kaiqing (開慶 Kāiqìng) 1259 Jingding (景定 Jǐngdìng) 1260-1264 |
|          | Du Zong (度宗 Dùzōng) | Troppo tedioso, pertanto non utilizzato quando ci si riferisce a questo sovrano | Zhao Qi (趙禥 Zhào Qí)     | 1264-1274     | Xianchun (咸淳 Xiánchún) 1265-1274 |
|          | Gong Zong (恭宗 Gōngzong) | Gong Di (恭帝 Gōngdì)                                                           | Zhao Xian (趙顯 Zhào Xiǎn) | 1274-1276     | Deyou (德祐 Déyòu) 1275-1276 |
|          | Duan Zong (端宗 Duān Zōng) | Troppo tedioso, pertanto non utilizzato quando ci si riferisce a questo sovrano | Zhao Shi (趙昰 Zhào Shì)   | 1276-1278     | Jingyan (景炎 Jǐngyán) 1276-1278 |
|          | Non esisteva | Di (帝 Dì) o Wei Wang (衛王 Wèiwáng)                                            | Zhao Bing (趙昺 Zhào Bǐng) | 1278-1279     | Xiangxing (祥興 Xiángxīng) 1278-1279 |

## Dinastia Xia Occidentale
| Nome templare (miao hao 廟號 miào hào)                                                      | Nome postumo (shi hao 諡號) | Nome di famiglia cinese e primo nome | Anni di regno | Nome dell'era (nian hao 年號) ed intervallo di anni corrispondente |
| ------------------------------------------------------------------------------------------- | --------------------------- | ------------------------------------ | ------------- | --- |
| Convenzione cinese: "Xia Occidentali" + nome templare o "nome di famiglia + nomi personali" |                             |                                      |               | |
| Jǐngzōng (景宗)                                                                             | Wǔlièdì (武烈帝)            | Lǐ Yuánhào (李元昊)                  | 1032-1048     | Xiǎndào (顯道) 1032-1034 Kāiyùn (開運) 1034 Guǎngpíng (廣平) 1035-1036 Dàqìng (大慶) 1036-1038 Tiānshòulǐfǎyánzuò (天授禮法延祚) 1038-1048                                                                                |
| Yìzōng (毅宗)                                                                               | Zhāoyīngdì (昭英帝)         | Lǐ Liàngzuò (李諒祚)                 | 1048-1067     | Yánsìníngguó (延嗣寧國) 1048-1049 Tiānyòuchuíshèng (天祐垂聖) 1050-1052 Fúshèngchéngdào (福聖承道) 1053-1056 Duǒdū (奲都) 1036-1038 Gǒnghuà (拱化) 1063-1067                                                              |
| Huìzōng (惠宗)                                                                              | Kāngjìngdì (康靖帝)         | Lǐ Bǐngcháng (李秉常)                | 1067-1086     | Qiándào (乾道) 1067-1069 Tiāncìlǐshèngguóqìng (天賜禮盛國慶) 1070-1074 Dà'ān (大安) 1075-1085 Tiān'ānlǐdìng (天安禮定) 1085-1086                                                                                          |
| Chóngzōng (崇宗)                                                                            | Shèngwéndì (聖文帝)         | Lǐ Qiánshùn (李乾順)                 | 1086-1139     | Tiānyízhìpíng (天儀治平) 1086-1089 Tiānyòumín'ān (天祐民安) 1090-1097 Yǒng'ān (永安) 1098-1100 Zhēnguān (貞觀) 1101-1113 Yōngníng (雍寧) 1114-1118 Yuándé (元德) 1119-1127 Zhèngdé (正德) 1127-1134 Dàdé (大德) 1135-1139 |
| Rénzōng (仁宗)                                                                              | Shèngzhēndì (聖禎帝)        | Lǐ Rénxiào (李仁孝)                  | 1139-1193     | Dàqìng (大慶) 1139-1143 Rénqìng (人慶) 1144-1148 Tiānshèng (天盛) 1149-1170 Qiányòu (乾祐) 1170-1193 |
| Huánzōng (桓宗)                                                                             | Zhāojiǎnjì (昭簡帝)         | Lǐ Chúnyòu (李純佑)                  | 1193-1206     | Tiānqìng (天慶) 1193-1206 |
| Xiāngzōng (襄宗)                                                                            | Jǐngwǔdì (景武帝)           | Lǐ Ānquán (李安全)                   | 1206-1211     | Qìngtiān (慶天) 1206-1209 Huángjiàn (皇建) 1210-1211 |
| Shénzōng (神宗)                                                                             | Yīngwéndì (英文帝)          | Lǐ Zūnxū (李遵頊)                    | 1211-1223     | Guāngdìng (光定) 1211-1223 |
| Xiànzōng (獻宗)                                                                             | Non esisteva                | Lǐ Déwàng (李德旺)                   | 1223-1226     | Qiándìng (乾定) 1223-1226 |
| Mòzhǔ (末主)                                                                                | Non esisteva                | Lǐ Xiàn (李晛)                       | 1226-1227     | Bǎoyì (寶義) 1226-1227 |

## Dinastia Jīn
| Nome templare (miao hao 廟號 miào hào)                   | Nome postumo (shi hao 諡號)                                         | Nome personale                                            | Anni di regno | Nome dell'era (nian hao 年號) ed intervallo di anni corrispondente      |
| -------------------------------------------------------- | ------------------------------------------------------------------- | --------------------------------------------------------- | ------------- | ----------------------------------------------------------------------- |
| Convenzione cinese: "Jīn" + nome templare o nome postumo |                                                                     |                                                           |               |                                                                         |
| Tàizǔ 太祖                                               | Piuttosto lungo e non usato quando ci si riferisce a questo sovrano | Wányán Āgǔdǎ 完顏阿骨打                                   | 1115-1123     | Shōuguó 收國 1115-1116 Tiānfǔ 天輔 1117-1123                            |
| Tàizōng 太宗                                             | Piuttosto lungo e non usato quando ci si riferisce a questo sovrano | Wányán Wúqǐmǎi 完顏吳乞買 o Wányán (Shèng o Chéng) 完顏晟 | 1123-1134     | Tiānhuì 天會 1123-1134                                                  |
| Xīzōng 熙宗                                              | Piuttosto lungo e non usato quando ci si riferisce a questo sovrano | Wányán Hélá 完顏合剌 o Wányán Dǎn 完顏亶                  | 1135-1149     | Tiānhuì 天會 1135-1138 Tiānjuàn 天眷 1138-1141 Huángtǒng 皇統 1141-1149 |
| Non esisteva                                             | Hǎilíngwáng 海陵王                                                  | Wányán Liàng 完顏亮                                       | 1149-1161     | Tiāndé 天德 1149-1153 Zhènyuán 貞元 1153-1156 Zhènglóng 正隆 1156-1161  |
| Shìzōng 世宗                                             | Piuttosto lungo e non usato quando ci si riferisce a questo sovrano | Wányán Yōng 完顏雍                                        | 1161-1189     | Dàdìng 大定 1161-1189                                                   |
| Zhāngzōng 章宗                                           | Piuttosto lungo e non usato quando ci si riferisce a questo sovrano | Wányán Jǐng 完顏璟                                        | 1190-1208     | Míngchāng 明昌 1190-1196 Chéng'ān 承安 1196-1200 Tàihé 泰和1200-1208    |
| Non esisteva                                             | Wèishàowáng 衛紹王 o Wèiwáng 衛王                                   | Wányán Yǒngjì 完顏永濟                                    | 1209-1213     | Dà'ān 大安 1209-1212 Chóngqìng 崇慶 1212-1213 Zhìníng 至寧 1213         |
| Xuānzōng 宣宗                                            | Piuttosto lungo e non usato quando ci si riferisce a questo sovrano | Wányán Xún 完顏珣                                         | 1213-1223     | Zhēnyòu 貞祐 1213-1217 Xīngdìng 興定 1217-1222 Yuánguāng 元光 1222-1223 |
| Āizōng 哀宗                                              | Piuttosto lungo e non usato quando ci si riferisce a questo sovrano | Wányán Shǒuxù 完顏守緒                                    | 1224-1234     | Zhèngdà 正大 1224-1232 Kāixīng 開興 1232 Tiānxīng 天興 1232-1234        |
| Non esisteva                                             | Mòdì 末帝                                                           | Wányán Chénglín 完顏承麟                                  | 1234          | Non esisteva                                                            |

## Dinastia Yuan
| Nome templare (miao hao 廟號 miào hào) | Nome postumo (shi hao 諡號)                                                     | Nome del Khan       | Nome dato                                                                  | Anni di regno         | Nome dell'era (nian hao 年號) ed intervallo di anni corrispondente                                                                                                  |
| --- | ------------------------------------------------------------------------------- | ------------------- | -------------------------------------------------------------------------- | --------------------- | --- |
| Convenzione cinese: usare il primo nome (ad es. Temüjin) o i nomi del Khan per i khan prima di Kublai Khan. Usare "Yuan" + nome templare o nome postumo in seguito. Una combinazione dei tre per Kublai Khan. |                                                                                 |                     |                                                                            |                       | |
| Note: 1) I Gran Khan mongoli prima di Khubilai furono dichiarati imperatori Yuan solo dopo la creazione della dinastia Yuan nel 1271 2) Per i lettori non cinesi, di solito i nomi dei khan sono quelli più familiari. 3) Timur o Temür corrisponde alle stesse parole mongole, ma si userà Temür per evitare confusione con Timur il lama, o Tamerlano. |                                                                                 |                     |                                                                            |                       | |
| Taizu (太祖 Tàizǔ) | Troppo tedioso, pertanto non utilizzato quando ci si riferisce a questo sovrano | Gengis Khan         | Borjigin Temüjin (孛兒只斤鐵木真 Bóérzhījīn Tiěmùzhēn)                     | 1206-1227             | Non esisteva |
| Ruizong (睿宗 Ruìzōng) | Troppo tedioso, pertanto non utilizzato quando ci si riferisce a questo sovrano | Tolui               | Borjigin Tolui (孛兒只斤拖雷 BóérzhījīnTuōléi)                             | 1228                  | Non esisteva |
| Tai Zong (太宗 Tàizōng) | Troppo tedioso, pertanto non utilizzato quando ci si riferisce a questo sovrano | Ögedei Khan         | Borjigin Ögedei (孛兒只斤窩闊台 Bóérzhījīn Wōkuòtái)                       | 1229-1241             | Non esisteva |
| Ding Zong (定宗 Dìngzōng) | Troppo tedioso, pertanto non utilizzato quando ci si riferisce a questo sovrano | Güyük Khan          | Borjigin Güyük (孛兒只斤貴由 Bóérzhījīn Guìyuó)                            | 1246-1248             | Non esisteva |
| Xian Zong (憲宗 Xiànzōng) | Troppo tedioso, pertanto non utilizzato quando ci si riferisce a questo sovrano | Möngke Khan         | Borjigin Möngke (孛兒只斤蒙哥 Bóérzhījīn Ménggē)                           | 1251-1259             | Non esisteva |
| Shizu (世祖 Shìzǔ) | Troppo tedioso, pertanto non utilizzato quando ci si riferisce a questo sovrano | Kublai Khan         | Borjigin Kublai (孛兒只斤忽必烈 Bóérzhījīn Hūbìliè)                        | 1260-1294             | Zhongtong (中統 Zhōngtǒng) 1260-1264 Zhiyuan (至元 Zhìyuán) 1264-1294                                                                                               |
| Chengzong (成宗 Chéngzōng) | Troppo tedioso, pertanto non utilizzato quando ci si riferisce a questo sovrano | Temür Öljeytü Khân  | Borjigin Temür (孛兒只斤鐵穆耳 Bóérzhījīn Tiěmù'ěr)                        | 1294-1307             | Yuanzhen (元貞 Yuánzhēn) 1295-1297 Dade (大德 Dàdé) 1297-1307 |
| Wuzong (武宗 Wǔzōng) | Troppo tedioso, pertanto non utilizzato quando ci si riferisce a questo sovrano | Qayshan Gülük       | Borjigin Qayshan (孛兒只斤海山 Bóérzhījīn Hǎishān)                         | 1308-1311             | Zhida (至大 Zhìdà) 1308-1311 |
| Renzong (仁宗 Rénzōng) | Troppo tedioso, pertanto non utilizzato quando ci si riferisce a questo sovrano | Ayurparibhadra      | Borjigin Ayurparibhadra (孛兒只斤愛育黎拔力八達 Bóérzhījīn Àiyùlíbálìbādá) | 1311-1320             | Huangqing (皇慶 Huángqìng) 1312-1313 Yanyou (延祐 Yányòu) 1314-1320                                                                                                 |
| Yingzong (英宗 Yīngzōng) | Troppo tedioso, pertanto non utilizzato quando ci si riferisce a questo sovrano | Suddhipala Gege'en  | Borjigin Suddhipala (孛兒只斤碩德八剌 Bóérzhījīn Shuòdébālá)               | 1321-1323             | Zhizhi (至治 Zhìzhì) 1321-1323 |
| Non esisteva (1) | Taiding Di (泰定帝 Tàidìng Dì) (2)                                              | Yesün-Temür         | Borjigin Yesün-Temür (孛兒只斤也孫鐵木兒 Bóérzhījīn Yěsūntiěmùér)          | 1323-1328             | Taiding (泰定 Tàidìng) 1321-1328 Zhihe (致和 Zhìhé) 1328 |
| Non esisteva (1) | Tianshun Di (天順帝 Tiānshùn Dì) (2)                                            | Arigaba             | Borjigin Arigaba (孛兒只斤阿速吉八 Bóérzhījīn Āsùjíbā)                     | 1328                  | Tianshun (天順 Tiānshùn) 1328 |
| Wenzong (文宗 Wénzōng) | Troppo tedioso, pertanto non utilizzato quando ci si riferisce a questo sovrano | Jijaghatu Toq-Temür | Borjigin Toq-Temür (孛兒只斤圖帖睦爾 Bóérzhījīn Tútiěmùér)                 | 1328-1329 e 1329-1332 | Tianli (天曆 Tiānlì) 1328-1330 Zhishun (至順 Zhìshùn) 1330-1332 |
| Mingzong (明宗 Míngzōng) | Troppo tedioso, pertanto non utilizzato quando ci si riferisce a questo sovrano | Qoshila Qutuqtu     | Borjigin Qoshila (孛兒只斤和世剌 Bóérzhījīn Héshìlà)                       | 1329                  | Non esisteva |
| Ningzong (寧宗 Níngzōng) | Troppo tedioso, pertanto non utilizzato quando ci si riferisce a questo sovrano | Irinchibal          | Borjigin Irinchibal (孛兒只斤懿璘質班 Bóérzhījīn Yìlínzhìbān)              | 1332                  | Zhishun (至順 Zhìshùn) 1332 |
| Huizong (惠宗 Huìzōng) (1) | Shundi (順帝 Shùndì)                                                            | Toghan-Temür        | Borjigin Toghan-Temür (孛兒只斤妥懽帖睦爾 Bóérzhījīn Tuǒhuān Tiěmùér)      | 1333-1370             | Zhishun (至順 Zhìshùn) 1333 Yuantong (元統 Yuántǒng) 1333-1335 Zhiyuan (至元 Zhìyuán) 1335-1340 Zhizheng (至正 Zhìzhèng) 1341-1368 Zhiyuan (至元 Zhìyuán) 1368-1370 |
| (1) Convenzione cinese: solo per questi sovrani, usare "Yuan" + nome postumo, cioè 元泰定帝 Yuán Tài Dìng Dì. (2) Non effettivamente un nome postumo, ma adottato dal nome dell'era. |                                                                                 |                     |                                                                            |                       | |

| Nome templare (miao hao 廟號 miào hào) | Nome del Khan        | Nome di nascita | Anni di regno                                                                      | Nome dell'era (nian hao 年號) ed intervallo di anni corrispondente | |
| --- | -------------------- | --------------- | ---------------------------------------------------------------------------------- | ------------------------------------------------------------------ | --- |
| Convenzione cinese: usare i nomi dei khan o nomi di nascita. |                      |                 |                                                                                    |                                                                    | |
| Note: 1) Per i lettori non cinesi, di solito i nomi dei khan sono quelli più familiari. 2) Timur o Temür corrisponde alle stesse parole mongole, ma si userà Temür per evitare confusione con Timur il lama, o Tamerlano che tentò di restaurare l'Impero mongolo in Asia centrale. |                      |                 |                                                                                    |                                                                    | |
| Convenzione cinese: solo per il seguente sovrano, usare "Yuan" + nome postumo. |                      |                 |                                                                                    |                                                                    | |
| Huizong (惠宗 Huìzōng) (la stessa persona dell'ultimo imperatore Yuan in Cina) | Shundi (順帝 Shùndì) | Toghan-Temür    | Borjigin Toghan-Temür (孛兒只斤妥懽帖睦爾 Bóérzhījīn Tuǒhuān Tiěmùér)              | 1333-1370                                                          | Zhishun (至順 Zhìshùn) 1333 Yuantong (元統 Yuántǒng) 1333-1335 Zhiyuan (至元 Zhìyuán) 1335-1340 Zhizheng (至正 Zhìzhèng) 1341-1368 Zhiyuan (至元 Zhìyuán) 1368-1370 |
| Zhaozong (昭宗 Zhāozōng) | Non esisteva         | Biligtü Khan    | Ayushiridara del clan Borjigin (孛兒只斤愛猷識里達臘 Bóérzhījīn Àiyùshílǐdálà)     | 1370-1378                                                          | Xuanguang (宣光 Xuānguāng) 1371-1378 |
| Non esisteva | Non esisteva         | Usakhal Khan    | Tögüs Temür of the Borjigin clan (孛兒只斤脫古思鐵木兒 Bóérzhījīn Tuōgǔsī Tiěmùér) | 1378-1387                                                          | Tianguang (天光 Tiānguāng) 1378-1387 |
| (1) Convenzione cinese: solo per questi sovrani, usare "Yuan" + nome postumo, cioè 元泰定帝 Yuán Tài Dìng Dì. Per i Khan mongoli successivi, vedere Khan mongoli |                      |                 |                                                                                    |                                                                    | |

## Dinastia Qing

### Rivolta dei Taiping 太平天國
| Ritratto | Nome personale          | Nome regale 年號 (Nome dell'era) | Anni di regno             | Nome più comunemente conosciuto |
| -------- | ----------------------- | -------------------------------- | ------------------------- | ------------------------------- |
|          | Hong Xiuquan 洪秀全     | Yuánnián 元年                    | agosto 1851 - maggio 1864 | Hong Xiuquan                    |
|          | Hong Tianguifu 洪天貴福 | Nessuno dato                     | maggio 1864 - agosto 1864 | Hong Tianguifu                  |

## Era Hóngxiàn
| Ritratto | Nome personale     | Nome regale 年號 (Nome dell'era) | Anni di regno | Nome più comunemente conosciuto |
| -------- | ------------------ | -------------------------------- | ------------- | ------------------------------- |
|          | Yuan Shikai 袁世凱 | Hóngxiàn (Hung-hsien) 洪憲       | 1915-1916     | Yuan Shikai                     |